# Neusalza-Spremberg
Neusalza-Spremberg (oberlausitzisch: Neusaalz (-Spraamerch) bzw. Sprembsch) ist eine sächsische Landstadt im Landkreis Görlitz, 20 km südlich von Bautzen und 26 km nordwestlich von Zittau in der Oberlausitz, direkt an der Grenze zum tschechischen Nordböhmen.

## Geografie

### Geografische Lage
Die Stadt liegt im südöstlichen Teil des Oberlausitzer Berglandes. Das Stadtgebiet erstreckt sich über eine Fläche von rund 23 km² auf einer mittleren Höhe von 325 m ü. NHN. Auf der Ostseite wird die Stadt vom Spreepark begrenzt, wo die Spree über Millionen von Jahren um den Sternberg (340 m ü. NHN) ein Kerbsohlental gebildet hat. Südlich und westlich der Stadt erstrecken sich ausgedehnte Waldgebiete bis zur tschechischen Grenze, die hier den so genannten Fugauer Zipfel bildet.
Neusalza-Spremberg ist von zahlreichen Granit-/Granodiorithügeln umgeben, so z. B.:
| Erhebung       | Höhe in m ü. NHN |
| -------------- | ---------------- |
| Hahneberg      | 410,3            |
| Fuchsberg      | 422,3            |
| Sonneberg      | 401,0            |
| Hänscheberg    | 393,1            |
| Lindenberg     | 370,5            |
| Schmiedesteine | 359,5            |
| Stadtberg      | 367,5            |
| Güttlerbüschl  | 365,2            |
| Hutzelberg     | 343,5            |
| Kirchberg      | 341.0            |

Das reiche Vorkommen des Lausitzer Granodiorits auf den Fluren von Neusalza-Spremberg, bewirkte im 19. und 20. Jahrhundert auch hier die Anlage von Steinbrüchen und die industrielle Gewinnung und Verarbeitung des Gesteins. Noch heute finden sich Relikte von Steinbrüchen am Hutzel-, Hahne-, Hänsche-, Buch-, Stern- und Fuchsberg sowie zwei stillgelegte Steinschleifereien der ehemaligen Inhaber Lasco, Talstraße, Abzw. Lammweg und Knobloch, Sonnebergstraße. Beide Firmen wurden 1972 dem VEB Lausitzer Granit in Demitz-Thumitz angegliedert und im Zuge des wirtschaftlichen Umbruchs Anfang der 1990er Jahre liquidiert.

### Gewässer
Die Hauptwasserader der Kommune ist die Spree, die Neusalza-Spremberg in einer Länge von ca. 5 km und den Ortsteil Friedersdorf von etwa 4 km durchfließt. Ihre rechten Spreezuflüsse auf Neusalza-Spremberger Flur sind von Ost nach West: Kothe (3,6 km) mit Flössel (0,5 km) und Amselmühlgraben (1,25 km). Ihre linken Zuflüsse sind von Ost nach West: Forellenflössel (2,1 km),  Sonnebergwasser bzw. Neuspremberger Flössel (1,9 km) und Niederspremberger Feldbach (0,75 km).
Zwischen den Ortsteilen Neuspremberg und Sonneberg, nahe der Grenze zu Tschechien, befindet sich eine regelrechte Teichkette, deren Teiche von Ost nach West wie folgt bezeichnet werden: Fabrikteich bzw. Flachseteich, Inselteich und Wald- und Erlebnisbad der Stadt, dessen Vorläufer von 1928 bis 1934 entstand, zu DDR-Zeiten und nach der Wende mehrfach saniert und 1995 neu eröffnet wurde. Dahinter liegt der sagenumrankte Schwarze Teich. (In unmittelbarer Nähe auf tschechischer Seite gibt es ebenfalls einen Schwarzen Teich – Černý rybník). Es folgen Scheibners-Teich bzw. Apotheker-Teich, der bis um 1930 die alte Neusalza-Spremberger Badeanstalt war, danach Wendlers-Teich, Dörings- bzw. Zipfel-Teich, Seerosenteich bzw. Wünsche-Teich, zwei unbenannte Fischzuchtteiche der Familie Pietsch, Waldestal-Teich und schließlich der Quellteich, der heute verlandet ist.
Die Familiennamen bei den Teichen weisen auf die zumeist bäuerlichen Besitzer hin.

### Stadtgliederung
Zur Stadt gehören die Gemeindeteile Neusalza-Spremberg, Friedersdorf mit Siedlung Neufriedersdorf, Neuspremberg und Sonneberg.

## Geschichte

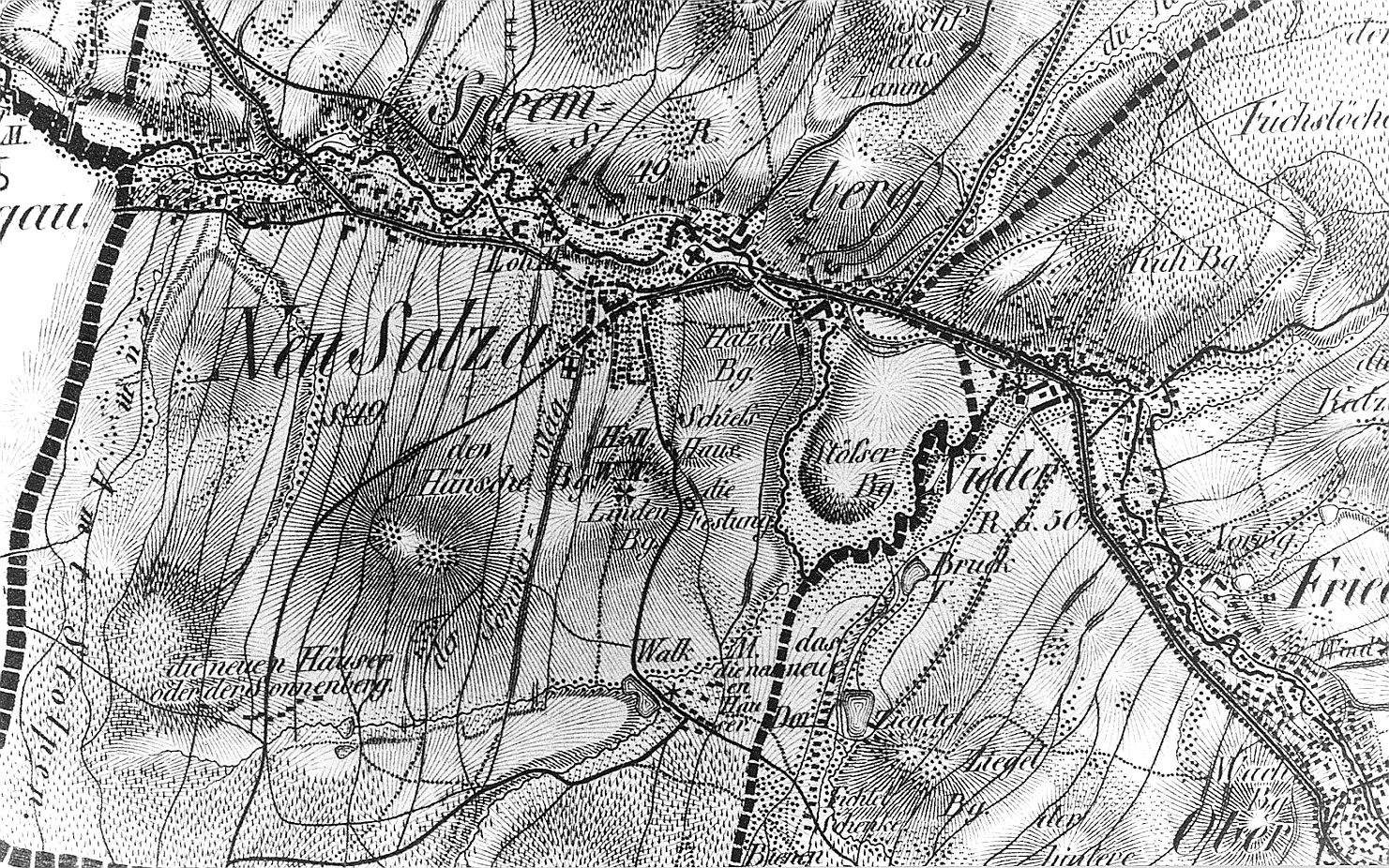
Karte von Oberreit mit Neusalza-Spremberg von 1821/22

Die Ortsgeschichte gliedert sich in drei Bereiche, die Geschichte des Dorfes Spremberg, die Geschichte der Stadt Neusalza und schließlich ab 1920 die Geschichte der Stadt Neusalza-Spremberg.

### Dorf Spremberg

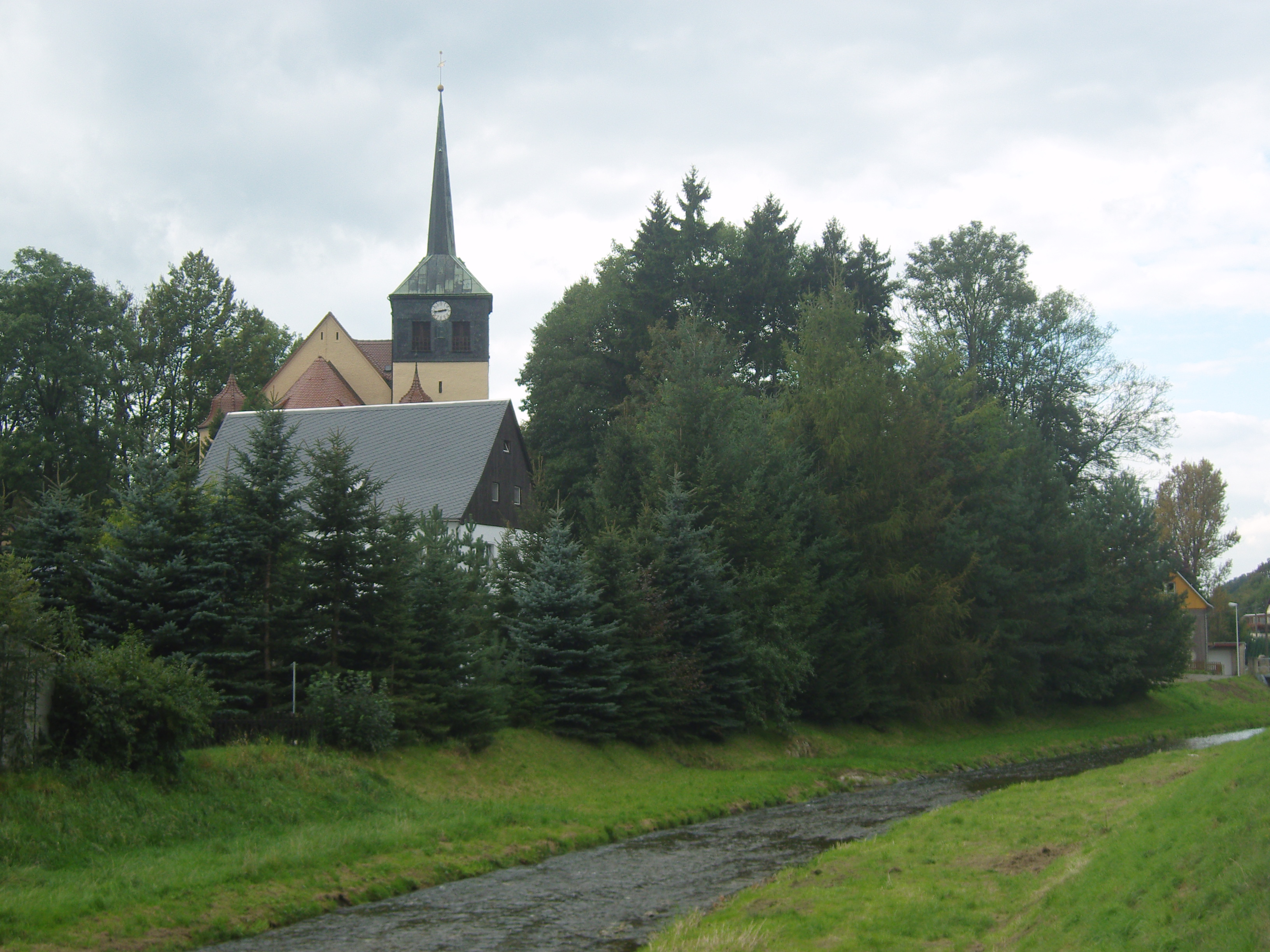
Spremberger Kirche

In einer Besitzurkunde aus dem Jahr 1242 über den Wallfahrtsort Jauernick, unterzeichnet vom böhmischen König Wenzel I. und dem Kloster St. Marienthal, wurden als Zeugen zwei Brüder benannt. Einer von ihnen, Hartwicus de Sprewemberch, soll der Besitzer der Ländereien gewesen sein. Der Ortsname Sprewemberch (Spremberg) wurde erstmals am 21. Januar 1272 urkundlich erwähnt. Nach neueren Forschungen bestand der von deutschen Siedlern aus Franken und Thüringen als Waldhufendorf angelegte Ort Spremberg an der oberen Spree schon längere Zeit vor der Abgrenzung der böhmischen von den bischöflich-meißnischen Gebieten, die in der Oberlausitz zwischen den Jahren 1213 und 1228 erfolgte, aber erst dreizehn Jahre später, am 7. Mai 1241, in der Oberlausitzer Grenzurkunde durch Wenzel I. besiegelt wurde. Schon zu dieser Zeit bestanden Kompetenzstreitigkeiten zwischen der böhmischen Krone und den Bischöfen von Meißen, die sich seit 1253 unter den Markgrafen von Brandenburg als neue Landesherren fortsetzten. Als Folge dessen wurde dem Ort 1272 kurzzeitig das Recht aberkannt, Gottesdienste abzuhalten. 1392 belehnte Wenzel IV. die Brüder Hans und Heinrich von Raußendorf mit dem Gebiet, zu dem auch Spremberg (Friedersdorf, Taubenheim und Sohland) gehörte. Der Ort blieb bis 1564 im alleinigen Besitz derer von Raußendorf.
1347 unternahm der spätere Kaiser Karl IV. zur Huldigung durch die Lausitzer Stände eine Reise nach Bautzen, wobei er auf dem Weg dorthin die sogenannte „Kaiserstraße“ benutzte und dabei auch durch Spremberg kam. Um 1430 suchten die Hussiten auch Spremberg heim und brandschatzten dessen damals bedeutende Kirche, die jedoch schon 1432 wieder aufgebaut wurde.
Nach dem Niedergang der Hussitenbewegung in Böhmen, der in den Schlachten von Brüx und Lipany (1434) endgültig besiegelt worden war, brachen etwa 25 Jahre später machtvolle Kämpfe zwischen dem böhmischen König Georg von Podiebrad, einst Anführer der hussitischen Kalixtiner, und dem katholisch ungarischen König Matthias Corvinus um die Krone Böhmens aus. Im Verlauf der Auseinandersetzungen konnte der Ungarnkönig die böhmischen Nebenländer, darunter auch die Oberlausitz, erobern, die ihm im Frieden von Olmütz (1479) vertraglich zugesprochen wurde. Somit kam auch Spremberg für elf Jahre unter ungarische Herrschaft. Nach dem Tode von König Matthias I. (1490) fiel die Oberlausitz an Böhmen zurück.
Im Jahr 1555 wurde Spremberg auf Grund seiner Zugehörigkeit zum katholischen Bistum Meißen als einer der letzten Orte der Umgebung reformiert. Der erste evangelische Pfarrer des Ortes war bis 1559 David Styrius. Ab diesem Jahr ging das Amt Stolpen, zu dem Spremberg gehörte, auf Kursachsen über, und Spremberg kam unter die Herrschaft von August I.
Als ungewöhnlich galt im Jahre 1663 die Verleihung des Rechts, drei Jahrmärkte im Jahr abzuhalten. Durch die Gründung der Stadt Neusalza trat die Entwicklung des Dorfes Spremberg in den Hintergrund. 1696 wurde im Zuge der Gegenreformation die Gemeinde Fugau aus Spremberg ausgepfarrt und wieder katholisch. Im Jahr 1735 gründete der damalige Besitzer des Rittergutes in Oberspremberg den Ortsteil Neuspremberg.

#### Flureinteilung

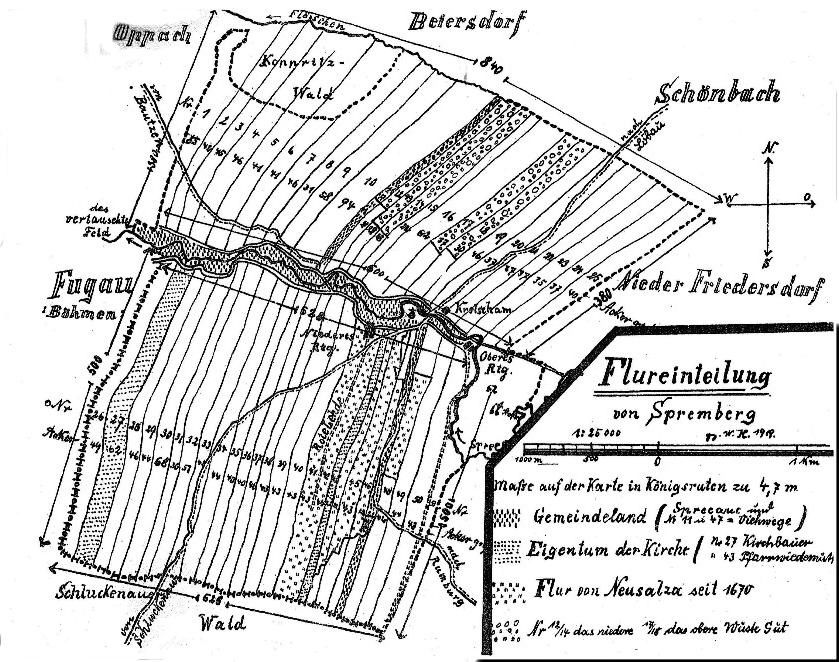
Flureinteilung von Spremberg 1918

Der Spremberger Oberpostassistent und Ortschronist Walter Heinich (* 1876; † 1940) erstellte die nebenstehende Flureinteilung von Spremberg nach Ende des Ersten Weltkrieges im Maßstab 1:25.000.
Da die Maße auf der Karte in Königsruten (virga regalis) zu je 4,7 m Länge angegeben sind, ist zu schlussfolgern, dass die Flureinteilung Sprembergs, die Stadt Neusalza seit 1670 eingeschlossen, bereits zur Zeit der Ortsgründung im Mittelalter unter dem wahrscheinlichen Lokator Hertwicus de Sprewemberch (um 1200 – um 1260) erfolgte. Nach den Forschungen von W. Heinich wurde Spremberg mit 24 Königshufen (mansus regalis, 1 Königshufe = 47,736 ha bzw. 21.600 Königsruten), je zwölf nördlich und südlich der Spree, vermessen, die eine Fläche von insgesamt 1.146 ha ergaben. Da hier die Königshufe als mittelalterliches Flächenmaß Anwendung fand, ist es denkbar, dass Hertwicus als Dorfoberhaupt mit Geometern (Feldvermessern) des böhmischen Königs Wenzel I., der von 1230 bis 1243 regierte, oder seines Vorgängers Otakar I. (1197–1230) die Flureinteilung des Waldhufes Spremberg vornahm. Jeder Ansiedler bekam eine Wald- oder Hagenhufe zugewiesen, deren Größe zwischen 1/4 und 3/4 Königshufe schwankte, so dass die Dorfflur am Anfang in 48 Stellen eingeteilt war: 46 Zinsbauern, 1 Richtergut (Kretscham) und 1 Kirchengut. Südlich der Spree lagen die Hufner, und nördlich der Spree waren durch Teilungen in späterer Zeit Halbhufner ansässig geworden. Wenn bei der Ortsgründung alle Hufen mit Landwirten besetzt waren, kann Spremberg damals etwa 250 Dörfler gezählt haben – eine Anzahl, die sich bis zur Reformation (1555) kaum vermehrt haben wird, da von den Bauernsöhnen meist nur der Erbe heiratete. Weitere Flurvermessungen, etwa im Jahre 1840, ergaben, dass die mittelalterlichen Feldmesser nicht die gerade Entfernung zwischen den Endpunkten wählten, sondern immer entlang der Wege vermaßen. Deshalb zeigt sich der Flurplan Sprembergs in Form eines verschobenen Quadrates.
Erläuterungen zur Flureinteilung:
- Das Flurstück „Kirchbauer“: Ehemalige Bauernwirtschaft Stosch, jetzt Nutzland der Agrargenossenschaft.
- Spreeaue: Vormals Überflutungsfläche bei Hochwasserlagen, nicht besiedelbar, nur landwirtschaftliche Weidefläche.
- Flurstück Viehweg (Nr. 11): Auf der Flur befindet sich der obere Weideweg durch „Schindlers Büschl“ links oberhalb des Beiersdorfer Weges. Inzwischen wurde der jetzige Beiersdorfer Weg ausgebaut, und der obere Weideweg wurde zum Wanderpfad und zur Weidefläche.
- Das Flurstück „Pfarrwiedemuth“ (Nr. 43): Das wahrscheinlich schon in der Gründungszeit des Dorfes den Spremberger Pfarrern zu ihrem Unterhalt übereignete Land zog sich in einer Breite von etwa 50 Metern von der heutigen Rosenstraße, beidseitig entlang der Bergstraße nach Süden bis zur böhmischen Grenze hin. In dieser Flur befinden sich unter anderem der Neusalzaer Friedhof, das Wald- und Erlebnisbad und vermutlich der „Schwarze Teich“.
- Das Flurstück „Das vertauschte Feld“, das am Taubenheimer Weg westlich in die Oppacher Flur hineinragte und südlich an das böhmische Fugau, heute Wüstung Fukov, grenzte, war wahrscheinlich als Übermaß (Beunde) zu werten, das bei der mittelalterlichen Flurvermessung Sprembergs nicht berücksichtigt wurde und somit als Allmende (Gemeindeland) galt. Der kuriose Name rührt wohl daher, dass im späten Mittelalter, im 16. Jahrhundert, die Spremberger und Oppacher Gutsherrschaften Flurstücke untereinander austauschten, so auch den Koppritzwald („Großer Wald“), der heute zur Gemarkung Oppach gehört.
- Die „Rote Lehde“ war früher ein Wirtschaftsweg der Spremberger und Neusalzaer und ist die heutige Lindenstraße, die über den Lindenberg zum Wald- und Erlebnisbad der Stadt verläuft.
- Der damalige Landweg nach Löbau, der beim Kretscham begann, ist der heutige Lammweg und führt auf Höhe des Kretschamberges, einem Ausläufer des Fuchsberges, zu den Schmiedesteinen.
- Die damalige Landstraße nach Bautzen, die über den Spremberger Heidelberg nach Oppach führte und als Teil der historischen Kaiserstraße gilt, wurde durch den Bau der F-96, heute B 96, in den Jahren 1935/36 bedeutungsgemindert und ist seit wenigen Jahren ein durchgehender asphaltierter Land- bzw. Wirtschaftsweg.
- Die damalige Landstraße ins böhmische Schluckenau (Šluknov) ist die heutige Sonnebergstraße bis zum Ortsteil Sonneberg an die tschechische Staatsgrenze und führte darüber hinaus als Rad- und Wanderweg an der ehemaligen böhmischen „Quarkschänke“ vorbei.
- Das ehemalige Niedere Rittergut ging nach der Gründung der Stadt Neu-Salza 1670 in deren Fluren auf und existiert heute nicht mehr. Hierbei deutet die Flächeneinzeichnung auf die Wohnhäuser Bautzener Str. 3 und Bautzener Straße 4 (ehemals „Die Scharfe Ecke“, eine Bäckerei) hin.
- Das ehemalige Obere Rittergut, vormals auch im Besitz[3] der briefadeligen Familie von Criegern, war bis 1945 das herrschaftliche Gutshaus. Sein Landbesitz von 226 ha wurde im Rahmen der Bodenreform in der SBZ 1945/46 enteignet und neu vergeben. Das Gutshaus war zu DDR-Zeiten bis 1972 das Kulturhaus der Stadt, danach Kindergarten und ist heute eine Kindertagesstätte (Kita).

### Stadt Neusalza
Das Dorf Spremberg wurde um 1668 vom Landesältesten des „Görlitzischen Creyses“ Christoph Friedrich von Salza, einem wahrscheinlichen Nachfahren aus der Familie des IV. Hochmeisters des Deutschen Ordens, Hermann von Salza, gekauft. Am 12. Januar 1670 unterschrieb der Kurfürst Johann Georg II. die Urkunde für die Gründung einer Stadt (Stadtprivilegium) auf dem Gebiet von Niederspremberg mit dem Namen Neu-Salza, später kurz Neusalza. Die Stadtbevölkerung setzte sich zu dieser Zeit anfangs aus Dorfbewohnern Sprembergs und Nachbarorten und kurze Zeit danach auch aus protestantischen Glaubensflüchtlingen – Exulanten – aus Böhmen, Mähren, Ungarn und Schlesien zusammen. Die Exulanten waren infolge der Auswirkungen der Gegenreformation aus ihren Heimatländern geflohen und fanden insbesondere im protestantischen Kurfürstentum Sachsen Zuflucht. Erster lutherischer Pfarrer der Stadt wurde der slowakische Prediger und Philosoph Stephan Pilarick.
Ein Rezess zwischen dem Kurfürsten und der Stadt im Jahre 1673, als Politischer Receß der Stadt Neu-Salza vom 12. Juni 1673 dokumentiert, legte die Rechte der Bürger von Neusalza fest. Wichtigste Rechte waren die Befreiung von der Erbuntertänigkeit, freier Handel sowie freier Wein- und Branntweinschank.
Der Originaltext des relevanten Dokuments findet sich bei August Adolph Tuchatsch (Hrsg.): Geschichtliche Nachrichten über die Stadt Neu-Salza auf Grund historischer Urkunden und Überlieferungen. Festgabe zum 200jährigen Bestehen der Stadt Neusalza. Neusalza: Reinhold Oeser 1870/72. Fotomechanischer Nachdruck von Michael Voigt, Neusalza-Spremberg 2000, S. 10–17. Der Autor und Herausgeber Gunther Leupolt, Neusalza-Spremberg, bearbeitete 1999 den langen und umständlich im Kanzleideutsch des 17. Jahrhunderts formulierten Text mit 18 Festlegungen und veröffentlichte diese in gekürzter und verständlicher Form:
Erstens: Die Bürger sind von jeder Untertänigkeit außer der Zahlung eines Schutzgeldes befreit.
Zweitens: Gewährleistung der freien Entfaltung von Handel und Gewerbe bei der Verpflichtung zur Zahlung von Zöllen und Stellung von Geleiten.
Drittens: Die Herrschaft erhebt keinerlei Beschwernisse, die aus dem Grund und Boden, auf dem die Stadt erbaut wurde, erwachsen könnten. Außerdem vertritt sie die Bürgerschaft höheren Orts.
Viertens: Dienstverrichtungen, zu denen die ehemaligen Güter gegenüber der Herrschaft verpflichtet waren, dürfen nicht auf die Bürger übertragen werden.
Fünftens: Außer dem Schutzgeld hat jedes Haus 6 Groschen Erbzins in zwei Raten (Walpurgis, Michaelis) an das Amt Stolpen zu entrichten.
Sechstens: Die Stadt wird durch einen Rat mit Bürgermeister, Richtern und Ratsmannen regiert, die dafür eine gewisse Besoldung erhalten, jedoch jährlich wechseln.
Siebentes: Der Herr (Christoph Friedrich) von Salza behält weiterhin die Obergerichtsbarkeit. Dies gilt auch für seine Nachfolger. Die Erbgerichte unterstehen zwar dem Rat, haben aber die Pflicht, sich vorher mit der Herrschaft abzustimmen.
Achtens: Alle Strafgelder über einen Reichstaler sind der Herrschaft abzuliefern. Ein Taler und darunter verbleibt dem Richter und dem Rat zur jährlichen Besoldung.
Neuntens: Fremde, die Bürgerrechte erwerben wollen, haben 2 Reichstaler, Einheimischen 1 Reichstaler zu zahlen. Diese Gelder stehen dem Rat nach freiem Gutdünken zur Verfügung.
Zehntens: Bürger können Hausleute aufnehmen. Sie dürfen nicht von der Herrschaft mit Forderungen belegt werden. Dies kann jedoch der Rat tun.
Elftens: Jeder kann nach seinem Gutdünken das Haus verkaufen oder vertauschen. Der Herrschaft sind von jedem Hunderter 2 Reichstaler und von 100 Gulden 2 Gulden vom Kaufpreis abzuführen.
Zwölftens: Für den Wegzug aus dem Städtchen wird kein herrschaftlicher Losbrief benötigt. Dazu kann beim Rat ein Attest in Form von Geburtsbriefen beantragt werden. Dafür sind 2 Reichstaler zu zahlen. Davon hat der Aussteller 12 Groschen ohne die Schreibgebühr an die Herrschaft zu entrichten.
Dreizehntens: Die Salz-, Wein- und Branntweinsteuer überläßt die Herrschaft zur freien Verfügung der Stadt zum allseitigen Nutzen durch den Rat. Dabei ist der gute Meißner Wein zu bevorzugen. Eine Kanne soll jedoch nicht unter 3 Groschen ausgeschenkt werden. In Spremberg bleibt jedoch das Recht des Wein-, Salz- und Branntweinschanks weiterhin der Herrschaft zu gleichen Preisen vorbehalten.
Vierzehntens: Im Dorf Spremberg sollen ein Bäcker und ein Fleischer ihre Geschäfte im Kretscham oder in einem von der Herrschaft anderweitig bestimmten Hause tätigen. Die Dorfschmiede untersteht weiterhin der Herrschaft. Künftig soll nach Reduzierung durch Tod oder Verkauf die Zahl der Leineweber im Dorfe nicht mehr als zwei betragen. Auch sollen nur ein Schuhflicker und ein Bauernschneider in jeder der beiden Gemeinden (Spremberg und Neusalza) gelitten werden. Ansonsten sind alle anderen Handwerke und Pfuschereien, die dem Städtlein schaden, verboten und abzuschaffen. Bei Übertretungen sind die Waren der Handwerker einzuziehen.
Fünfzehntens: Die Herrschaft behält sich ausdrücklich vor, daß am oberen, dem Städtlein überlassenen Mühlteich vom Rat oder der Bürgerschaft auf ewige Zeiten keine Mühle gebaut werden darf. Es ist einzig und allein nur die Herrschaftsmühle zu benutzen. Auch sind die Bürger nicht berechtigt, an anderen Orten mahlen zu lassen. Andernfalls werden sie mit gebührenden Strafen belegt. Ebenso haben sie sich der herrschaftlichen Walkmühle und der Färberei ohne Unterschied zu bedienen.
Sechzehntens: Dem Rat und der Bürgerschaft wird für ewige Zeiten das Land der „Roten Lehde“ hinter Schmiedens Wiesenteich und von der „Pfarrwiedemuth“ bis zum „Schwarzen Teich“, wo die alte Brettmühle stand, zum freien Austrieb oder zum Weiden des Viehs ohne die Zahlung eines Entgeltes überlassen. Eine Ausnahme bildet dabei die Jagd. Jedoch hat jeder Einwohner, der sein Vieh auf dieser Weide hütet, jährlich für eine Kuh 4 Groschen, für ein Kalb 3 Groschen, für eine Ziege oder ein Schwein 2 Groschen an den Rat zu zahlen. Letzterer verfügt über diese Einnahmen ohne Beeinträchtigung durch die Herrschaft zum Wohle der Stadt. Jedoch steht dem Hirten von diesen Geldern die Besoldung zu. Der Rat und die Gerichtspersonen sind von diesen Abgaben befreit.
Siebzehntens: Die Herrschaft hat das alleinige Braurecht ohne alle Einschränkungen für sich, ihre Erben und Nachkommen für ewige Zeiten und durch eine ausdrückliche Erklärung gesichert, daß im Städtlein nur das herrschaftliche Bier ausgeschenkt und ohne Zustimmung und Vorteil kein fremdes Bier eingelagert und verzapft werden darf.
Achtzehntens: Dem Städtlein verbleibt der 1671 in Röhren verlegte Wasserlauf. Beide, die Herrschaft einerseits sowie Rat und Bürgerschaft andererseits, haben die Pflicht zur baulichen Erhaltung des Wasserlaufes. Die Herrschaft und die Nachkommen versichern, daß dem Rat und der Bürgerschaft der Brunnen im Lindenberg zur Verfügung steht, wenn ein weiteres Wasser durch Röhren in die Stadt geleitet werden soll. Die anfallenden Kosten sind vom Rat und der Bürgerschaft zu tragen.*
Den Abschluss bildet die kurfürstliche Ratifizierung mit folgenden Worten: „Zu Uhrkund haben Wir diesen Brieff mit eigenen Händen unterschrieben, und Unser größer Insiegel daran wißentlich hängen lassen. Geschehn und geben zu Dreßden, am Zwölften Monatstage Juny, Nach Christi Jesu, Unseres lieben Herrn, Einigen Erlösers und Seligmachers Geburth, im Ein Tausend Sechshundert Drey- und Siebenzigsten Jahre – Johann Georg, Churfürst“
1674 wurde die Tuchmacherzunft gegründet, 1686 die Schuhmacherzunft. Der Kirchenrezess vom 14. Oktober 1674 verlieh der Stadt das Recht auf ein eigenes Kirchspiel. Ab 1675 entstand demzufolge die Kirche der Exulanten „Zur Heiligen Dreifaltigkeit“ Neusalza, die am 4. Februar 1679 geweiht wurde. Als eigenständiges Kirchspiel Neusalza erfolgte nun die Auspfarrung von der Dorfgemeinde Spremberg. Von 1674 bis 1800 wirkten in der grenzüberschreitenden Kirchgemeinde Neusalza insgesamt sieben Pastoren, die in deutscher und tschechischer Sprache predigten.
Von Gottes Gnaden Wir Johann Georg der Ander Hertzog zu Sachsen, Jülich, Kleve und Bergk, des heylichen Römischen Reichs Ertzmarrschalch und Churfürst, Landgraf in Thüringen, Marggraff zu Meißen, auch Ober- und Nieder-Lausitz, Burggraf zu Magdeburg, Graff zu der Mark mit Ravensberg, Herr zu Ravenstein. Vor Uns, unsere Erben und Nachkommen, Thun Kund und bekennen mit diesem unsern Briefe männiglichen: Nachdem Uns der Veste, Unser Rath auch Landes Eltester des Görlitzischen Creyses und lieber getreuer Christoph Friedrich von Salza Unterthänigst zu erkennen gegeben, Wie Er sein, in Unserm Ambte gelegenes Ritterguth Ober- und Nieder-Spremberg, die wenige Zeit hero alß er solches in Besitz gehabt, nicht allein durch fast täglichen Anbau ziemlich verbessert, Sondern auch Vertröstung hatte, daß unterschiedene Handwerker sich bei Ihme nieder lassen und anseßig machen wollten, Wann Er das Privilegium des Stadt Rechts bei angeregten seinem Guthe aquiriren könnte. Mit gehohrsambster Bitte, Wir als der Chur- und Landes Fürst wollten zu solchem Ende undt der seinigen bessern auff und forthkommen, Indeme der Orth der Situation halber zur Nahrung und Handtthierung Unseres selbsteigenen Interesse, an Zöllen, Geleithen, Landt- und Tranksteuern, auch andern gefällen über die abgewichenes Jahres ihme allda bewilligte Drei Jahrmärkte auch daß Stadtrecht sammt allen Zugehörigen und anhangenden Privilegien, Immunitäten, Freyheiten und Gerechtigkeiten, gnädigst conferiren, daß Wir dannhero und auf Unseres Ambtmanns zum Stolpen Andreen Beckers, Zufolge vorhero an ihn diesfallß Ergangenen Befehlichs sub dato 29. Octobris nebsthin hierüber erstatteten Unterthänigsten Bericht, also worauß so viel Zuersehen, daß solches alles Unsern Landen und Unterthanen nicht nachtheilig seyn, vielmehr selbigen Nutzt und Frommen bringen könnte, solchemn seine petito in Gnaden statt gegeben undt daß angeregte Stadt Recht bewilliget haben. Concediren demnach eingangs ermeldeten, Unsern Rath und Landes Eltesten, Deme von Salza, dasselbe auch und Begnadige ihn damit aus Landes Fürstlicher macht und von Obrigkeitwegen hiermit und in Krafft Dieses Unseres offenen Briefes dergestallt: daß Er bey mehr gedachten, seinem Guthe Ober- und Nieder-Spremberg samt dessen Revier und zwahr an Orth und Stelle wo es ihme an bequemsten, solch Stadt Recht erheben und anstellen, auch nebenst Zugehörigen Privilegien, Immunitäten, Freyheiten und Gerechtigkeiten, gleich andern Unsern Landt Städtchen, von männiglich ungehindert, gebethenermaßen haben, exerciren und sich – dessen allen Zu seinem undt seiner Unterthanen besten jederzeit gebrauchen möge.
Jedoch Unß, Unsern Erben und Nachkommen, an Steuern, Zöllen, Geleithen, auch andern Unsern hohen Landes Fürstlichen Abgaben und Gerechtigkeiten sowohl männiglich an seinen Rechten ohne Schaden. Und gebithen darauff Unsern itzigen und künfftigen Haupt- und Ambtleuten zu Stolpen, Wie auch allen andern Unsern Beamten, Unterthanen und Verwandten, obberührten Unsern Rath und Landes Eltesten, auch künftigen Besitzer des Guths Spremberg, sammt dessen hierbey interessirten Unterthanen daselbst, aufersuchen, wan und so offt es vonnöthen, bei dieser Unserer Concession und Begnadigung solches Stadt Rechtes, und was dehme mehranhengig, jederzeit bis an Uns dergestallt treulich zu schützen, Zu schirmen wie Hand zu haben, auff daß ihnen hieran kein eintrag Zugefüget werde, Alles treulich und sonder gefehrde.
Zu Urkundt mit Unsern hieran hangenden, größern Innsiegel – wissentlich Besiegelt, und gegeben zu Dreßden, am Zwölfften Monathstag January, Nach Christi Unsers Lieben Herrn und Seligmachers Geburth, im Eintausend Sechshundert und Siebentzigsten Jahre.
Johann George, Churfürst
W.W. Litichau,

C. Schindler

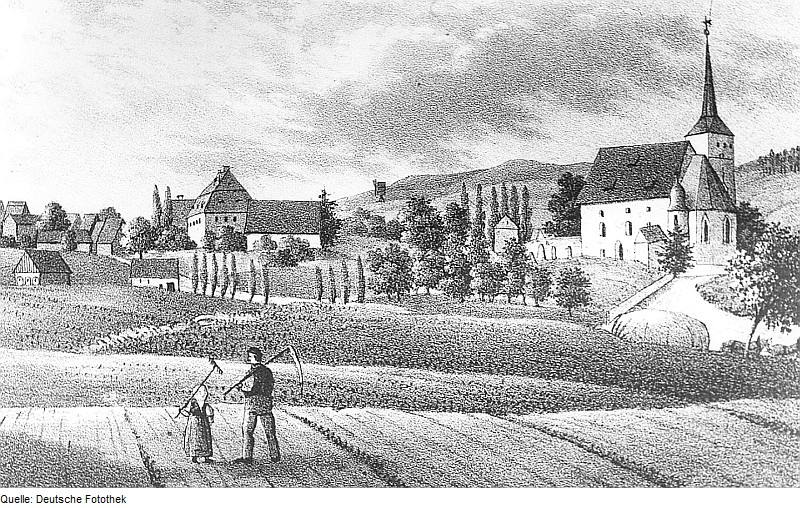
Historischer Blick auf Spremberg

Begünstigt durch den seit dem 17. Jahrhundert florierenden Flachsanbau und die Leinweberei bildete sich in der zweiten Hälfte des 18. Jahrhunderts das Verlagswesen heraus. 1777 zählte Neusalza 470 Einwohner. 1833 wurde Friedrich Wilhelm Wex zum ersten Bürgermeister der Stadt frei gewählt, 1841 nahm das Königliche Gericht in Neusalza seinen Dienst auf.

### Neusalza-Spremberg
Am 15. Februar 1920 erfolgte der politische Zusammenschluss der Stadt Neusalza (sorbisch: Nowosólc) und der Landgemeinde Spremberg zur Stadt „Neusalza-Spremberg“. Neusalza hatte rund 1.100 Einwohner, Spremberg rund 2.200. Allerdings gab es bereits in der Vergangenheit Versuche, beide Orte miteinander zu vereinen. Um 1700 bereits strebte der einheimische Rittergutsbesitzer Ludwig von Hoym die kirchliche Vereinigung an, 1875 wurde zumindest die schulische Zusammenlegung aufgrund eines geplanten gemeinsamen Schulbaues vom Löbauer Bezirksschulinspektor gefordert. Als größtes Hemmnis der Vereinigungsverhandlungen erwies sich das unterschiedliche Vermögen beider Ortschaften. Spremberg war um einiges reicher als die Stadt Neusalza. Vergleiche folgende Tabelle:
|               | Spremberg                                                                  | Neusalza                                     |
| ------------- | -------------------------------------------------------------------------- | -------------------------------------------- |
| Vermögen      | 635.400 Mark                                                               | 610.466 Mark                                 |
| Schulden      | 281.833 Mark (durch Bau der Wasserleitung mit einem Wert von 200.000 Mark) | 84.163 Mark (völlig veraltete Wasserleitung) |
| Grundstücke   | 36,22 ha                                                                   | 13,64 ha                                     |
| Straßen/Wege  | 14 km                                                                      | 5 km                                         |
| Schulvermögen | 98.700 Mark (2 Schulen, achtklassig)                                       | 21.743 Mark (Schule vierklassig)             |
| Steuersoll    | 108.000 Mark                                                               | 37.800 Mark                                  |

Zu dem neuen Namen gab es große Diskussionen. Ein kurioser Vorschlag war „Spreesalza“. Da jedoch der Bahnhof und die Post „Neusalza-Spremberg“ hießen, blieb man bei dem Namen.
Die schulische Vereinigung beider Orte folgte am 1. April 1920, die kirchliche erst 1937 nach dem Ausscheiden von Niederfriedersdorf aus dem Spremberger Kirchspiel.
Nach mehreren Versuchen in der Vergangenheit, die kleine sächsische Stadt Neusalza in der Oberlausitz mit der benachbarten größeren Landgemeinde Spremberg zu vereinigen, war erst die Zeit nach Ende des Ersten Weltkrieges (1914–1918) zu Beginn der Weimarer Republik (1918–1933) dafür reif. Im Oktober 1919 fanden im Rahmen des Vereinigungsprozesses wichtige kommunalpolitische jedoch noch getrennte öffentliche Sitzungen des Stadtgemeinderates von Neusalza unter dem Bürgermeister Theodor Körner in Anwesenheit von 120 Wahlberechtigten und des Gemeinderates von Spremberg unter dem Gemeindeältesten Richard Neudel statt. An diesen Beratungen nahmen jeweils Repräsentanten der anderen Kommune als Gäste teil. Auch seit alters her bestehende Zwistigkeiten zwischen beiden Gemeinden und ihren Einwohnern waren zu diesem Zeitpunkt ausgeräumt. Die Abstimmung erbrachte deshalb in beiden Gemeinden eine einstimmige Annahme. Darüber berichtete die lokale Presse (Spremberger Zeitung vom 17. Oktober 1919) zusammenfassend so: „Die anwesenden Wähler und Wählerinnen Neusalzas wünschen eine Vereinigung mit der Nachbargemeinde und erklären ihr Einverständnis mit dem bereits Verhandelten.“ „Die Einwohnerversammlung von Wählern und Wählerinnen Sprembergs ist mit der Vereinigung einverstanden und spricht dem Gemeinderat das Vertrauen aus.“ Die Stadt Neusalza zählte damals rund 1.100 und die Landgemeinde Spremberg 2.200 Einwohner. Aus den zunächst fixierten groben Entwürfen über die Vereinigung beider Gemeinden mit dem Charakter einer Stadtgemeinde unter dem Namen NEUSALZA-SPREMBERG, entstand schließlich das relevante „Vereinigungs-Dokument“ – als ORTSGESETZ bezeichnet – mit inhaltlich 12 Paragraphen, die hier wiedergegeben werden:
§ 1: Die Stadtgemeinde Neusalza und die Landgemeinde Spremberg vereinigen sich vorbehaltlich ministerieller Genehmigung vom 1. Januar 1920 ab:
a) zu einer Stadtgemeinde nach der Städteordnung für mittlere und kleine Städte,
b) zu einem Ortsarmenverband,
c) zu einem Feuerlöschverband und
d) unter Beitritt der Schulvorstände von Neusalza und Spremberg zu einer Schulgemeinde unter dem Ortsnamen Neusalza – Spremberg.
e) Die Standesamts und Friedensrichterbezirke werden zusammengelegt.
§ 2: Sämtliche Aktiven und Passiven der beiden Gemeinden werden von der neuen Stadtgemeinde übernommen. Die Verzeichnisse über die Vermögenswerte der beiden Gemeinden sind gemeinschaftlich unter gleichen Grundsätzen aufzustellen. Hinsichtlich des unbeweglichen Vermögens ist das Grundbuch zu berichtigen. Rechte und Verbindlichkeiten, insbesondere solche öffentlich-rechtlicher Natur dritter Personen gegenüber, können durch Vorstehendes nicht berücksichtigt werden. Die beiden Sparkassen werden zu einer Sparkasse der Gemeinde Neusalza-Spremberg vereinigt.
§ 3: Der Gemeindevorstand von Spremberg legt mit dem Tage der Vereinigung sein Amt als Gemeindevorstand nieder und wird bis zum Ablauf seiner Wahlzeit mit dem Titel als besoldeter Stadtrat und Stellvertreter des Bürgermeisters übernommen. Seine Gehalts- und Pensionsverhältnisse werden durch diese Titelbezeichnungen nicht beeinflusst. Die beiden Gemeindevertretungen werden zu einem Stadtgemeinderat verschmolzen, der aus a) dem Stadtrat und b) den Stadtverordneten besteht. Der Stadtrat setzt sich vom Tage der Vereinigung an auf zwei Jahre zusammen aus: a) dem bisherigen Bürgermeister von Neusalza, b) dem bisherigen Gemeindevorstand von Spremberg als besoldeter Stadtrat und Stellvertreter des Bürgermeisters, c) den bisherigen zwei Stadträten von Neusalza und den zwei bisherigen Gemeindeältesten von Spremberg als Stadträten. Die bisherigen zehn Stadtverordneten von Neusalza und die zehn bisherigen Gemeinderatsmitglieder von Spremberg bilden künftig für die gleiche Zeit die Stadtverordneten. Bei Abstimmungen gelten bei Stimmengleichheit die Anträge als abgelehnt. In dem neu aufzustellenden Ortsgesetz kann eine geringere Zahl von Stadträten und Stadtverordneten festgesetzt werden. Die Verringerung erfolgt bei den nächsten Neuwahlen.
§ 4: Mit dem Tage der Vereinigung erfolgt die Vereinigung der bisherigen Schulgemeinden zu einer Schulgemeinde. Die beiden Schulvorstände vereinigen sich vorläufig zu einem Schulvorstand und stellen sofort eine neue Ortsschulordnung auf. Hierauf sind vom vereinigten Stadtgemeinderat die Neuwahlen zum Schulvorstand auf Grund des Übergangsgesetzes für das Volksschulwesen vom 22. Juli 1919 vorzunehmen. Die Lehrer werden von der vereinigten Gemeinde übernommen und zwar so, daß keiner in seinem bisherigen Einkommen geschmälert wird. Vom neuen Schulvorstande werden die Gehalts- und sonstigen Bezüge im Bedarfsfalle neu festgesetzt. Hinsichtlich der Gebarung mit den Aktiven und Passiven der Schulgemeinde und der Berücksichtigung des Grundbuches betr. der Grundstücke findet § 2 dieses Gesetzes analog Anwendung.
§ 5: An den Verhältnissen und Einrichtungen der beiden Kirchgemeinden wird durch die Vereinigung nichts geändert.
§ 6: Die beiden Freiwilligen Feuerwehren werden in eine erste und eine zweite Kompanie umgewandelt. Den Brandmeister, der den beiden Kompanien vorsteht, wählt die Wehr selbst.
§ 7: Die Beamten der beiden Gemeinden werden, ohne daß ihre bisherigen Rechte und Bezüge geschmälert werden, von der vereinigten Stadtgemeinde übernommen. Ihre Besoldungs-, Anstellungs- und Disziplinarverhältnisse werden vom 1. Juli 1919 ab an die Bestimmungen für sächsische Staatsbeamte angelehnt, und in der Übergangszeit werden die Beamten wie folgt gruppiert: 1. der Bürgermeister von Neusalza anlehnend an Gruppe 39a mit 3.600 bis 5.000 M, 2. der Gemeindevorstand von Spremberg als besoldeter Stadtrat und Stellvertreter des Bürgermeisters anlehnend an die Gruppe 39a mit 3.800 bis 5.000 M, 3. der Sparkassenkassierer anlehnend an die Gruppe 26c mit 2.700 bis 4.200 M 4. der Sparkassenkontrolleur anlehnend an die Gruppe 17c mit 1.800 bis 3.000 M, 5. der künftige Stadtkassierer anlehnend an die Gruppe 17c mit 1.800 bis 3000 M, 6. der künftige Neusalzaer Schutzmann (Schutzpolizist) anlehnend an die Gruppe 11/I mit 1.700 bis 2.300 M und 7. der künftige Spremberger Schutzmann anlehnend an die Gruppe 6 mit 1.300 bis 1.900 M. Außer den vorstehenden Beamten kommen noch folgende Angestellte unter Fortgewährung ihrer bisherigen Bezüge in Frage: Die seitherigen Hilfsarbeiter, ferner die beiden Nachtschutzleute, alle in ihrer bisherigen Stellung. Ihre Anstellungs- und Gehaltsverhältnisse werden im Sitzungsbeschluss geregelt. Die Schreiberlehrlinge werden vorläufig übernommen. Die Straßenarbeiter bleiben in ihrem bisherigen Arbeitsverhältnis.
§ 8: Bei Berechnung der Dienstzeit in der vereinigten Stadtgemeinde wird im Falle der Pensionierung die nach erfülltem 25. Lebensjahre im Dienst einer der beiden Gemeinden verbrachten Zeit in Anrechnung gebracht. Jedoch wird dem Beamten auch diejenige Zeit, während welcher er sonst im öffentlichen Dienst gestanden hat, ganz hinzugerechnet.
§ 9: Der Bürgermeister von Neusalza und der bisherige Gemeindevorstand von Spremberg haben das Recht, nach vorheriger ein vierteljähriger, ans Kalenderquartal gebundener Aufkündigung, von ihrem Amt zurückzutreten. Für diesen Fall steht ihnen sofort das Ruhegehalt oder die Entschädigung zu, die sie nach Ablauf ihrer gegenwärtigen Wahlzeit gesetzlich erhalten hätten, und zwar 50 % des jeweiligen Gehaltes, 25 % des jeweiligen Wohnungsgeldes und 50 % der jeweilig laufenden Teuerungszulagen. Die Pension fällt weg oder ruht insoweit, als der betreffende Beamte durch anderweitige Anstellung im Staats-, Gemeinde- oder Privatdienste ein Einkommen oder eine neue Pension oder sonst ein Einkommen erwirbt, wodurch mit Zurechnung der ersten Pension sein früheres Diensteinkommen überstiegen wird.
§ 10: Die in beiden Gemeinden geltenden Ortsgesetze, Verordnungen und Regulative gelten bis auf weiteres innerhalb ihrer jetzigen Geltungsbereiche. Der vereinigte Stadtgemeinderat wird aber sofort die neuen Bestimmungen beraten und erlassen, und zwar bis spätestens 1. Juli 1920.
§ 11: Bis zum Tage der Vereinigung haben hinsichtlich der Anstellung von Beamten, der Aufnahme von Darlehen, der Anlegung von Straßenbauten und so weiter beide Gemeindevertretungen gemeinsam zu beraten und einzeln zu beschließen unter Berücksichtigung der bisher in den Kommissionsausschüssen gemachten Vorbehalte.
§ 12: Der Verwaltungssitz ist im Protokoll vom 8. September 1919 unter Nr. 4 wie folgt geregelt: Beide Verwaltungsgebäude werden weiter benutzt. Im Neusalzaer Stadthaus bleiben: die Sparkassenverwaltung und das Bürgermeistergeschäftszimmer mit den dazugehörigen Kanzleien. In Spremberg (Gemeindeamt) bleiben: das Wirtschaftsamt, die Stadtkasse, das Melde- und Standesamt.
 Neusalza und Spremberg, am 3. November 1919
Der Stadtgemeinderat zu Neusalza

Der (gez.) Körner, Bürgermeister

Der Gemeinderat zu Spremberg

Der (gez.) i. V. Brendler, 1. Gemeindeältester

Der Schulvorstand von Neusalza, Vorsitzender

Der Schulvorstand von Spremberg, Vorsitzender
Quelle: Zur Vereinigung von Neusalza und Spremberg mit Nachdruck des Ortsgesetzes vom 3. November 1919. Nach Stadtakten bearbeitet von Gunther Leupolt. In: Geschichte und Geschichten aus Neusalza-Spremberg. Band 1, Hrsg. Kultur- und Heimatfreunde Neusalza-Spremberg e. V., Michael Voigt, Neusalza-Spremberg 1999, S. 80–87.
Nachdem auch an Neusalza-Spremberg der Zweite Weltkrieg nicht spurlos vorübergegangen war, fanden im September 1946 die ersten Kommunalwahlen seit 1933 statt, welche die SED knapp für sich entschied. Die Geschicke der Stadt wurden fortan bis zur Wende von der sozialistischen Planwirtschaft geprägt, es folgten die Verstaatlichung der Betriebe und die Bodenreform. Neusalza-Spremberg wurde neben Ebersbach und anderen Städten zu einem wesentlichen Teil der Oberlausitzer Textilindustrie.
Zu DDR-Zeiten wurde in einem ehemaligen Gasthaus ein Betriebs-Ferienlager errichtet und unterhalten, das nach 1990 dem Verfall preisgegeben worden ist.
Am 3. Juli 1991 besuchte der damalige Bundeskanzlers Helmut Kohl die Stadt. Kohl pflegte zum aus der Region stammenden Gottfried Haschke berufliche und private Kontakte.
Zum 1. Januar 2008 wurde die Gemeinde Friedersdorf eingemeindet.

### Ortsnamenformen
- Neu-Salza (1670, 1673, 1674), Neusalza: 1675: Neusalza, 1791: Neu Salza, 1875: Neusalza
- Spremberg: 1242: Hertwicus de Sprewemberch (Zuweisung unsicher), 1272: Sprewenberc, 1397: Spremberk, 1408: Spremberg
  - OT Neuspremberg: 1875: Neuspremberg
  - OT Sonneberg: 1875: Sonnenberg (Sonneberg)

Anzumerken hierbei ist, dass die kleine Oberlausitzer Spreestadt Neusalza-Spremberg im Landkreis Görlitz des Öfteren mit der größeren südbrandenburgischen Spreestadt in der Niederlausitz verwechselt wurde und wird. Aber die größere Kommune ist urkundlich jünger (1301) als die Muttergemeinde Spremberg der heutigen sächsischen Kleinstadt Neusalza-Spremberg (1242, 1272), siehe Spremberg.

### Verwaltungszugehörigkeit
- Spremberg: 1590: Amt Stolpen, 1764: Amt Stolpen, 1816: Amt Stolpen, 1843: Amt Stolpen, 1856: Gerichtsamt Neusalza, 1875: Amtshauptmannschaft Löbau
- Neusalza: 1696: Amt Stolpen, 1764: Amt Stolpen, 1816: Amt Stolpen, 1843: Landgerichtsbezirk Bautzen, 1856: Gerichtsamt Neusalza, 1875: Amtshauptmannschaft Löbau
- als Neusalza-Spremberg: 1952: Kreis Löbau, 1994: Landkreis Löbau-Zittau, 2008: Landkreis Görlitz

### Einwohnerentwicklung
| Jahr          | Einwohner                                              | Einwohner                                                            | Einwohner                                              | Einwohner                                              |
| ------------- | ------------------------------------------------------ | -------------------------------------------------------------------- | ------------------------------------------------------ | ------------------------------------------------------ |
|               | Neusalza                                               | Spremberg                                                            | Neuspremberg (Häuslerzeile, OT von Spremberg)          | Sonneberg (Häuslerzeile, OT von Spremberg)             |
| 1562          |                                                        | 45 besessene(r) Mann, 12 Gärtner, 9 Häusler                          |                                                        |                                                        |
| 1587          |                                                        | 16½ Hufen                                                            |                                                        |                                                        |
| 1764          |                                                        | 33 besessene(r) Mann, 36 Gärtner, 54 Häusler, 3 Wüstungen, 32½ Hufen |                                                        |                                                        |
| 1808          | 115 Häuser                                             |                                                                      |                                                        |                                                        |
| 1834          | 927                                                    | 1.344                                                                |                                                        |                                                        |
| 1852          |                                                        |                                                                      | 51                                                     | 41                                                     |
| 1871          | 1.119                                                  | 1.560                                                                | 64                                                     | 54                                                     |
| 1890          | 1.190                                                  | 1.971                                                                | 85                                                     | 60                                                     |
| 1910          | 1.212                                                  | 2.584                                                                |                                                        |                                                        |
| 1920          | Neusalza mit Spremberg zu Neusalza-Spremberg vereinigt | Neusalza mit Spremberg zu Neusalza-Spremberg vereinigt               | Neusalza mit Spremberg zu Neusalza-Spremberg vereinigt | Neusalza mit Spremberg zu Neusalza-Spremberg vereinigt |
| 1925          | 3.675                                                  | 3.675                                                                | 3.675                                                  | 3.675                                                  |
| 1939          | 3.701                                                  | 3.701                                                                | 3.701                                                  | 3.701                                                  |
| 1946          | 4.436                                                  | 4.436                                                                | 4.436                                                  | 4.436                                                  |
| 1950          | 4.723                                                  | 4.723                                                                | 4.723                                                  | 4.723                                                  |
| 1964          | 4.204                                                  | 4.204                                                                | 4.204                                                  | 4.204                                                  |
| 1990          | 2.862                                                  | 2.862                                                                | 2.862                                                  | 2.862                                                  |
| 2000          | 2.567                                                  | 2.567                                                                | 2.567                                                  | 2.567                                                  |
| 2005 (31.12.) | 2.488                                                  | 2.488                                                                | 2.488                                                  | 2.488                                                  |
| 2006 (31.12.) | 2.442                                                  | 2.442                                                                | 2.442                                                  | 2.442                                                  |
| 2007 (31.12.) | 3.812 (nach Eingemeindung von Friedersdorf)            | 3.812 (nach Eingemeindung von Friedersdorf)                          | 3.812 (nach Eingemeindung von Friedersdorf)            | 3.812 (nach Eingemeindung von Friedersdorf)            |
| 2009          | 3.691                                                  | 3.691                                                                | 3.691                                                  | 3.691                                                  |
| 2012          | 3.453                                                  | 3.453                                                                | 3.453                                                  | 3.453                                                  |
| 2013          | 3.420                                                  | 3.420                                                                | 3.420                                                  | 3.420                                                  |
| 2015          | 3.356                                                  | 3.356                                                                | 3.356                                                  | 3.356                                                  |

## Politik
Neusalza-Spremberg ist das Verwaltungszentrum der Verwaltungsgemeinschaft Neusalza-Spremberg, zu der außer der Stadt Neusalza-Spremberg mit ihrem Ortsteil Friedersdorf (seit 1. Januar 2008) die Landgemeinden Schönbach und Dürrhennersdorf gehören. Äußerliches Zeichen der kommunalen Administration und der Verwaltungsgemeinschaft ist seit 1993 das Neue Rathaus, eine ehemalige Berufsschule, an der Kirchstraße. Der Bau des Gebäudes wurde 1888 im Stil der Neorenaissance errichtet. Des Weiteren ist die Stadt Mitglied des grenzüberschreitenden (deutsch-tschechischen) kommunalen Verbundes Fünfgemeinde, auch „5-Gemeinde“ geschrieben, dessen Willenserklärung die Bürgermeister der Städte und Gemeinden Šluknov (Schluckenau), Milan Kořínek; Neusalza-Spremberg, Günter Paulik; Jiříkov (Georgswalde), Michal Maják; Friedersdorf, damals noch selbstständige Gemeinde, Günter Hamisch und Oppach, Karl-Heinz David am 18. Mai 2002 auf dem grenznahen tschechischen Jitrovník unterzeichneten. 2008 trat auch die Gemeinde Sohland an der Spree unter Bürgermeister Matthias Pilz und 2011 die Spreequellstadt Ebersbach-Neugersdorf unter Bürgermeisterin Verena Hergenröder dem kommunalen Verbund der Fünfgemeinde bei.
- FW: 8
- CDU: 3
- AfD: 2

Sitze der AfD bleiben unbesetzt. Der Stadtrat verkleinert sich entsprechend.

### Stadtrat
Seit der Gemeinderatswahl am 9. Juni 2024 verteilen sich die Sitze des Stadtrates folgendermaßen auf die einzelnen Gruppierungen:
- Freie Wählergemeinschaft Friedersdorf (FW): 8 Sitze (+ 4)
- Christlich Demokratische Union Deutschlands (CDU): 3 Sitze (− 4)
- Alternative für Deutschland (AfD): 2 Sitze (+ 1)

| Liste                                        | 2024   | 2024   | 2019   | 2019   | 2014   | 2014   |
| Liste                                        | Sitze  | in %   | Sitze  | in %   | Sitze  | in %   |
| -------------------------------------------- | ------ | ------ | ------ | ------ | ------ | ------ |
| Freie Wählergemeinschaft Friedersdorf        | 8      | 49,3   | 4      | 25,5   | 5      | 33,6   |
| AfD                                          | 2      | 29,2   | 1      | 22,7   | –      | –      |
| CDU                                          | 3      | 21,5   | 7      | 41,0   | 9      | 55,2   |
| Kultur- und Heimatfreunde Neusalza-Spremberg | –      | –      | 1      | 10,8   | 2      | 11,2   |
| Wahlbeteiligung                              | 70,8 % | 70,8 % | 66,2 % | 66,2 % | 52,9 % | 52,9 % |

### Bürgermeister
Matthias Lehmann wurde im Juni 2015 wiedergewählt. Seine Amtsvorgänger erscheinen seit der Stadtgründung 1670 lückenlos in der Liste von Persönlichkeiten der Stadt Neusalza-Spremberg#Bürgermeister.

### Wappen
Das Stadtwappen trägt die silberne Lilie derer von Salza auf rotem Grund.

### Städtepartnerschaften
Partnerstadt ist seit 1990 das in Baden-Württemberg liegende Donzdorf; die französische Stadt Riorges hingegen ist nicht, wie zuweilen erwähnt, Partnerstadt von Neusalza-Spremberg, sondern von Donzdorf.

## Kultur und Sehenswürdigkeiten

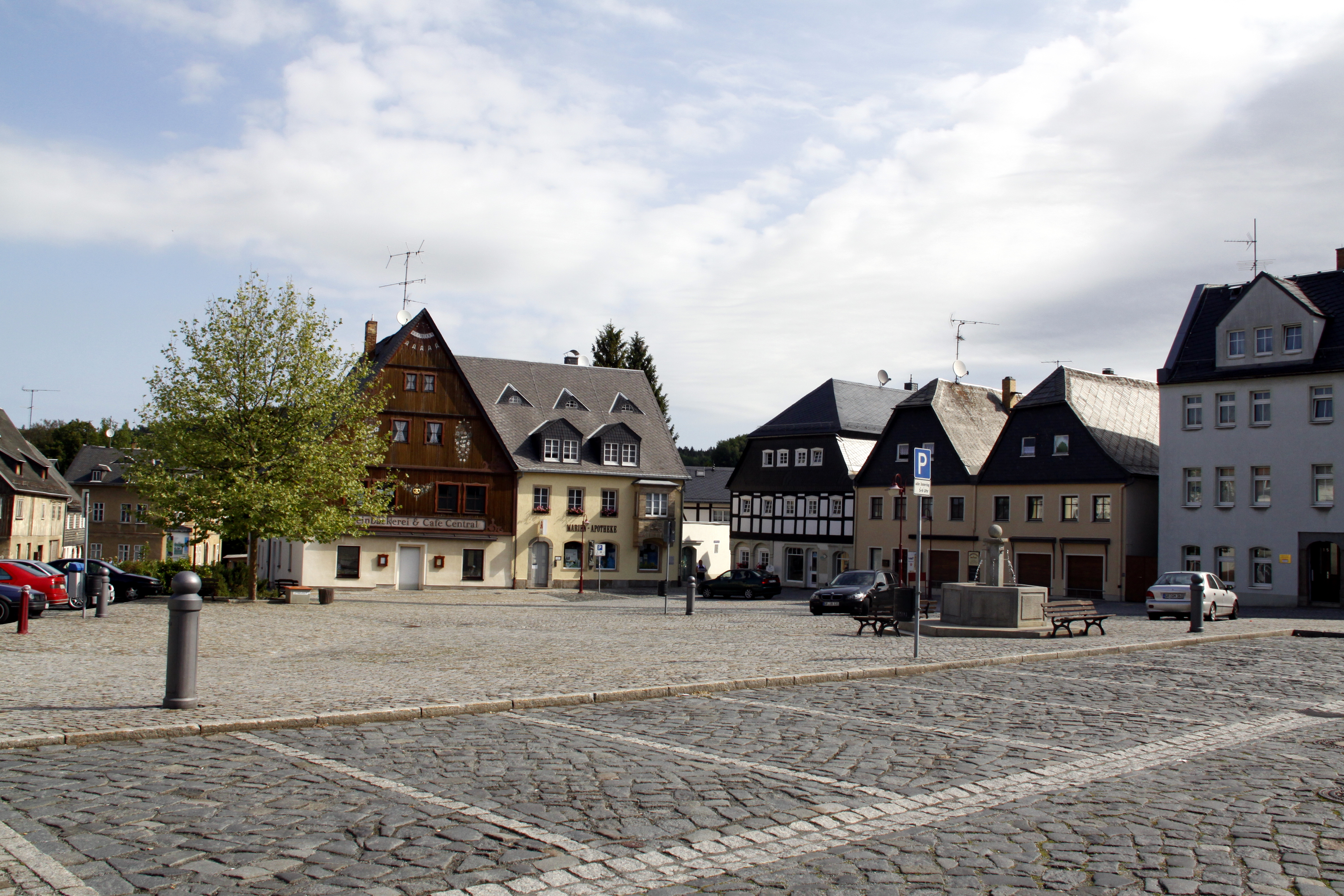
Obermarkt

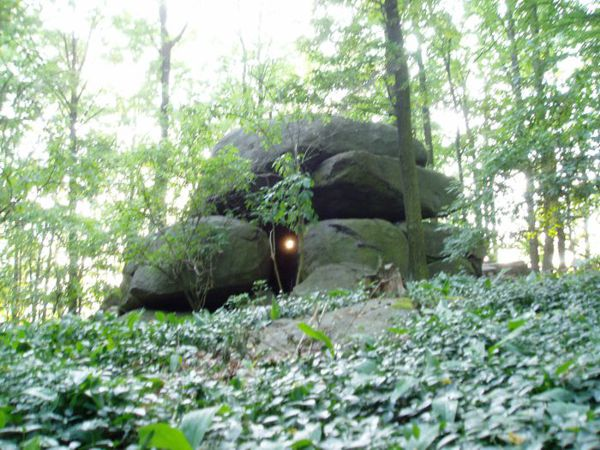
Felsformation am Hahneberg (Güttlerbüschl), „Thors Amboss – die steinerne Himmelsscheibe von Neusalza-Spremberg“ Sommersonnenwende Sonnenuntergang 2009

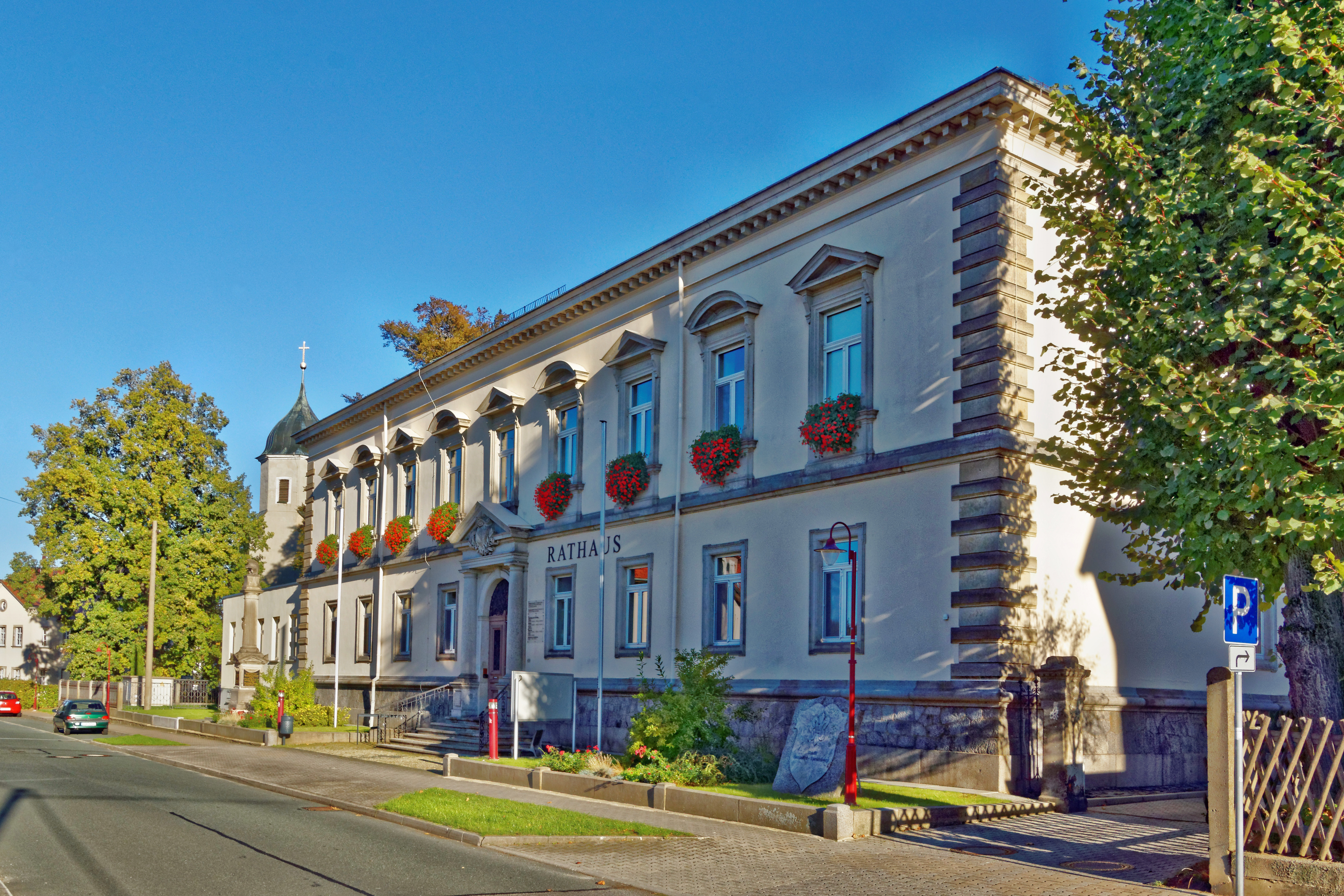

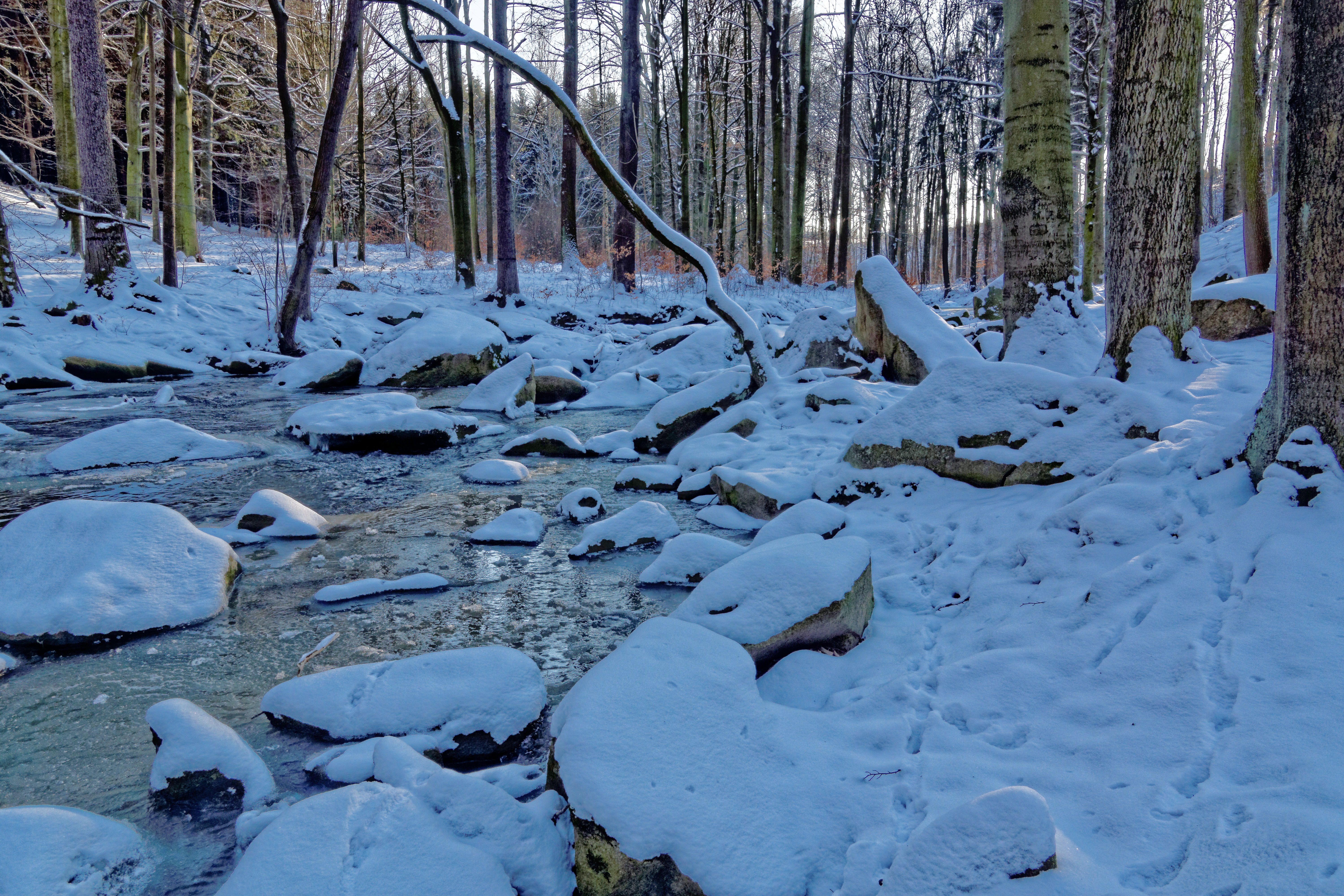
Der Spreepark im Winter mit den Herkulessteinen.

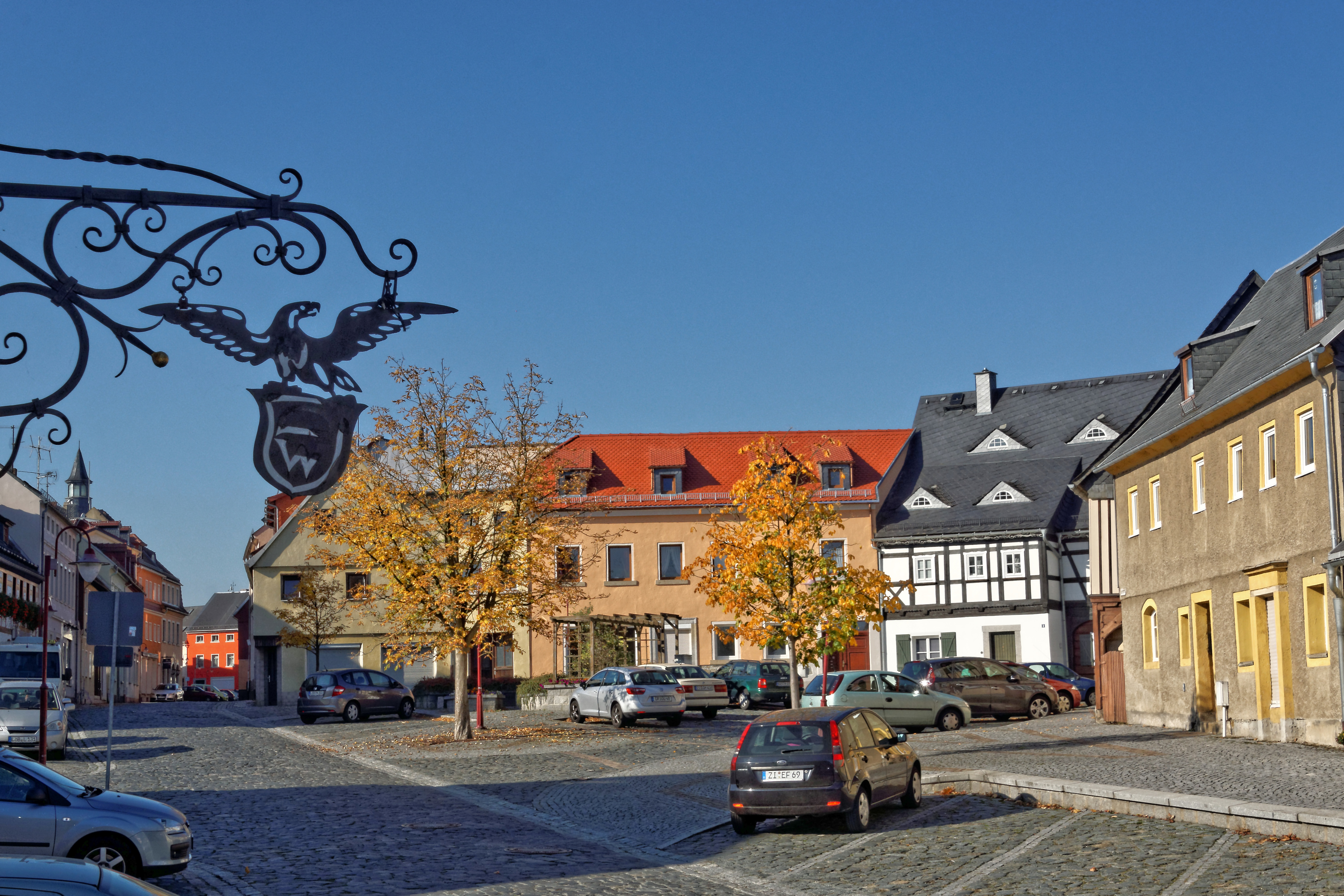
Der Niedermarkt aus Richtung Zittauer Straße gesehen.

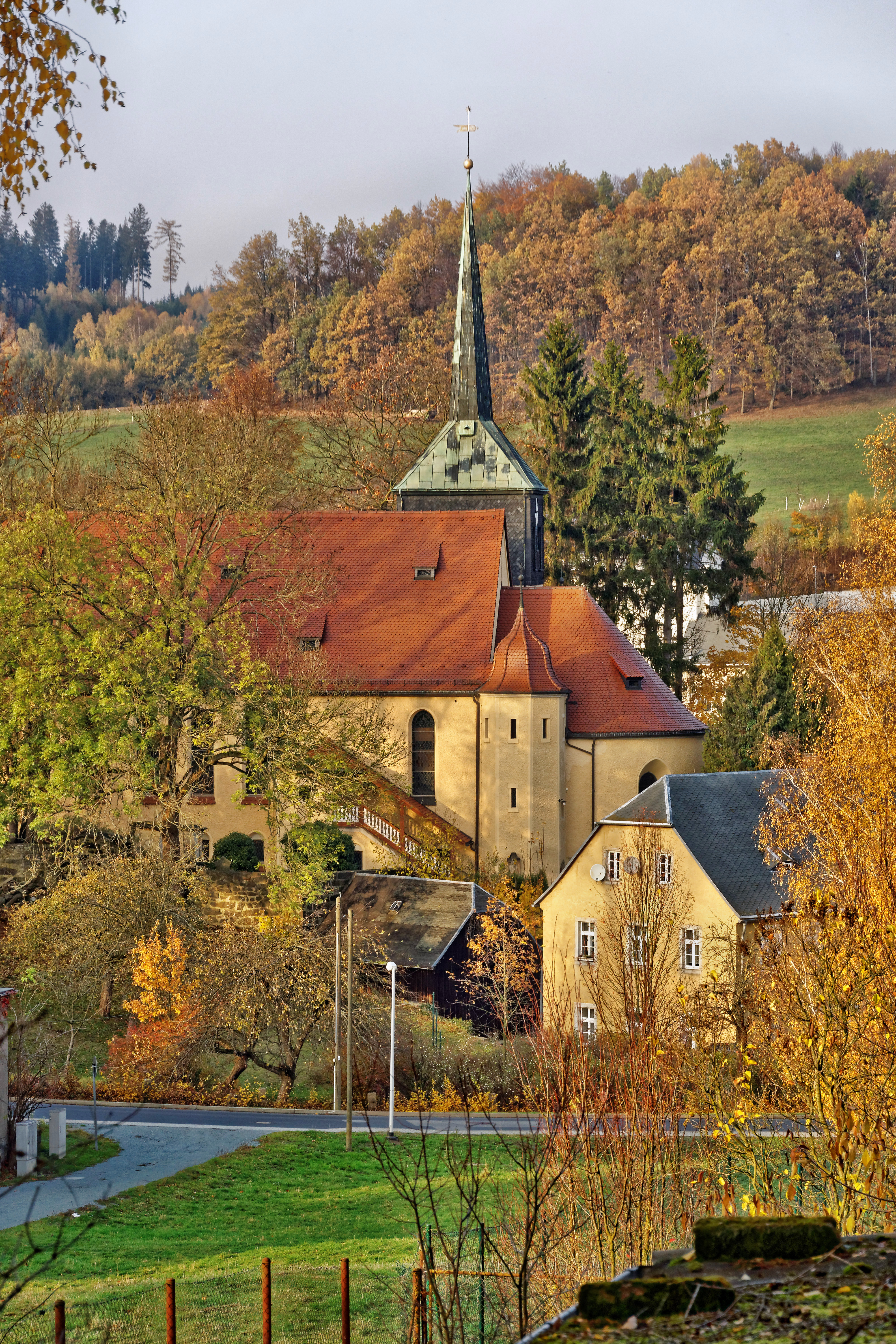
Blick vom Hutzelberg zur ev.-luth. Kirche der Muttergemeinde Spremberg

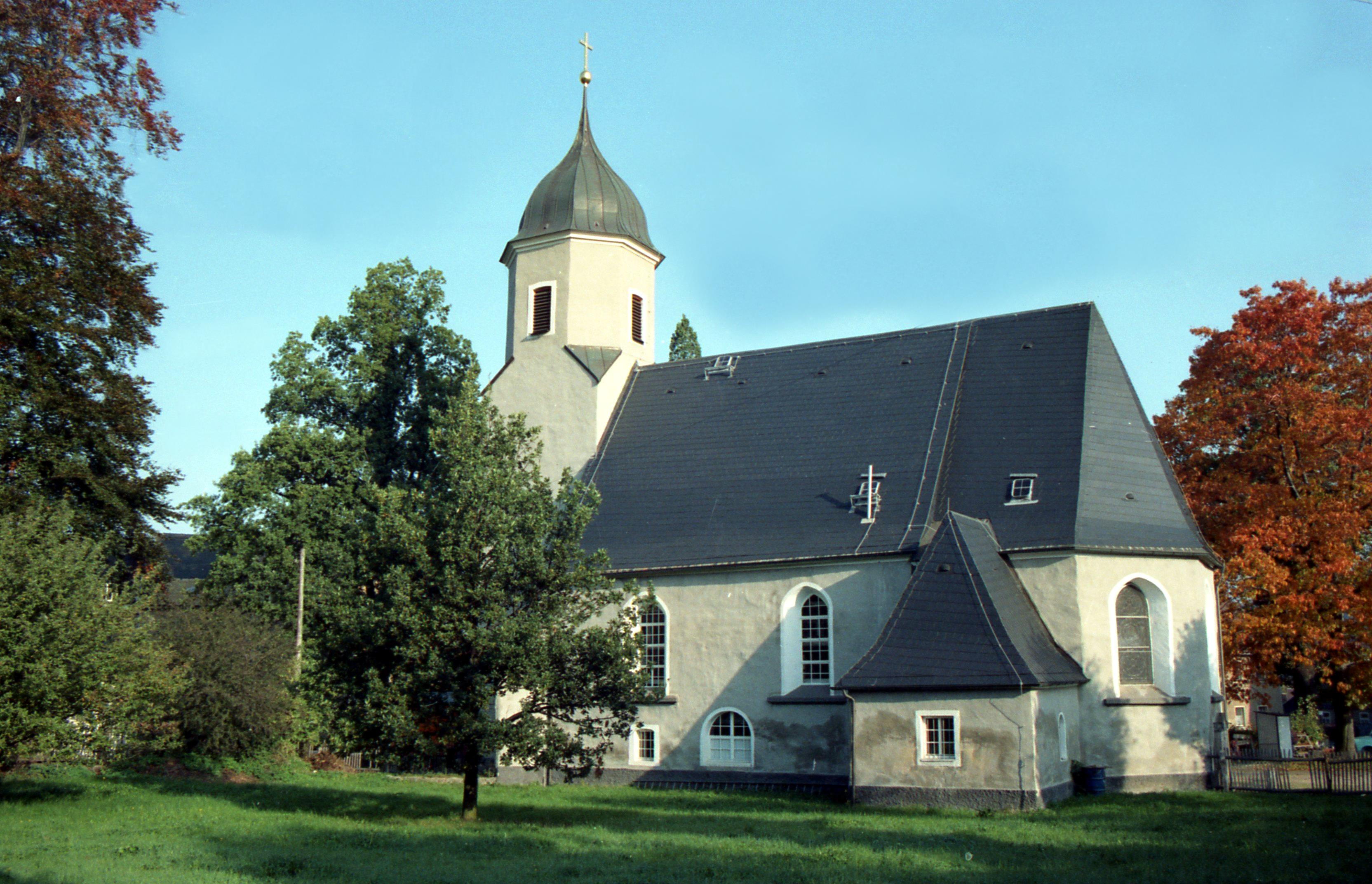
Die ev.-luth. Kirche der Exulantenstadt Neusalza

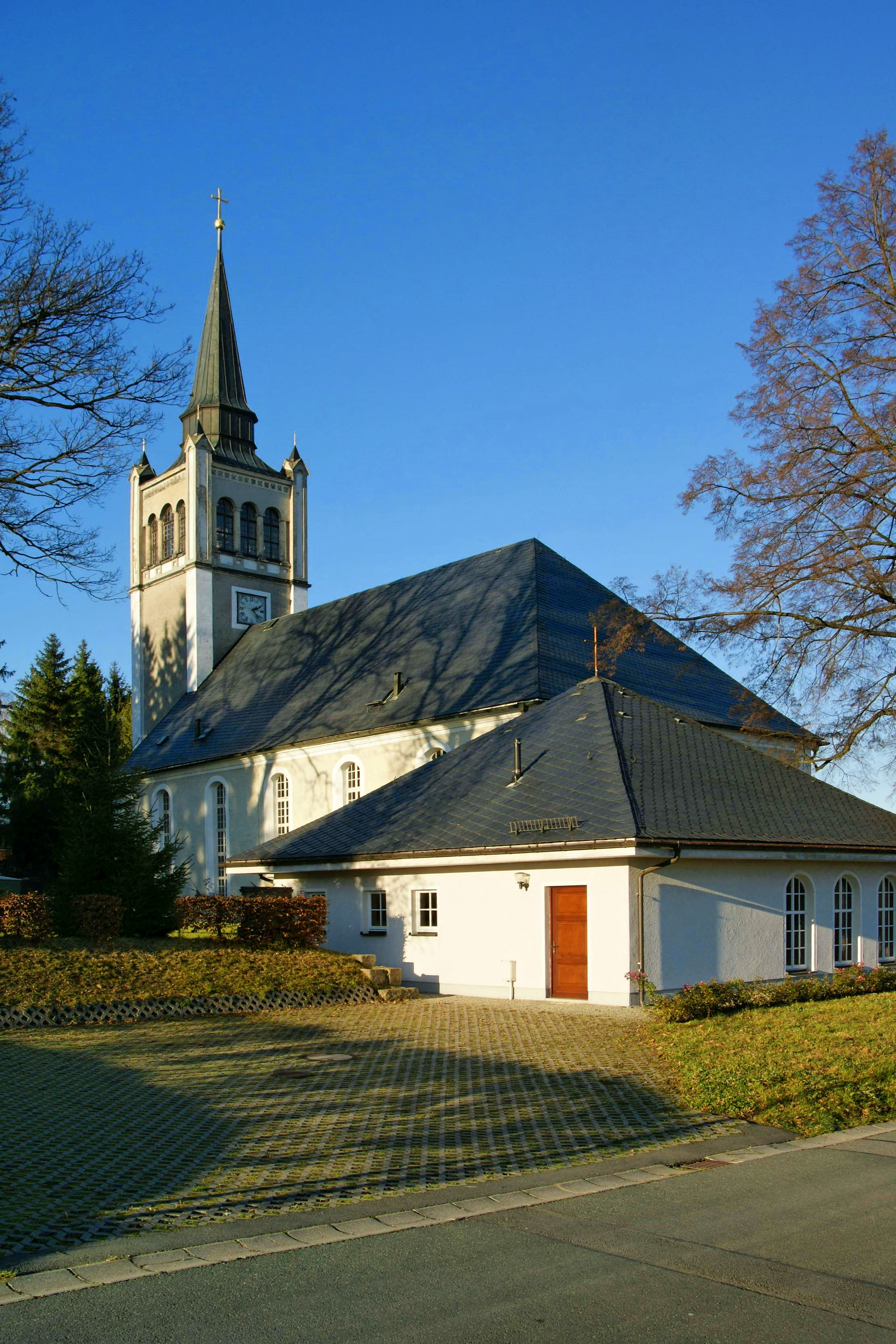
Die ev.-luth. Kirche im OT Friedersdorf

Das kulturelle Leben der Kommune Neusalza-Spremberg und ihres Ortsteils Friedersdorf (Spree) wird u. a. geprägt durch:
- 25 Vereine, die Bedürfnissen der Kultur, Bildung, Sport, Natur und Brauchtum Rechnung tragen
- Zwei Stadtbibliotheken (Neues Rathaus, Gemeindeamt Friedersdorf)
- Zwei Chöre (Schulchor „Kommando Ohrwurm“ der Pestalozzi-Oberschule, seit 2002, 60 Mitglieder (2016/17); Männerchor „Die Spreesänger“, seit 1996, 18 Mitglieder (2016/17). 20. Jubiläum: 22. Oktober 2016)
- Konzertreihe „Stunde der Musik“, alljährlich im Festsaal des Rathauses, seit 1994
- Friedersdorfer Karnevalsklub (FKK) e. V., seit 1991 (Neugründung)
- Laienspiel-Ensemble „Karaseck-Truppe“, seit 1991, gegründet durch das Lehrer-Ehepaar und Ehrenbürger Hartmut (1927–2014) und Renate Hofmann (1923–2013)
- Zwei Schützenvereine, so Schützengesellschaft 1714/1865 e. V. Neusalza-Spremberg, Gründung: 7. März 1999, 19 Mitglieder (2018), Vorsitzender: Christian Kümpfel; Schützengesellschaft e. V. Friedersdorf (von 1830), Gründung: 6. Juni 1996, 32 Mitglieder, dar. 3 Frauen (2018), Vorsitzender: Rene` Güttler
- Wechselnde Kunstausstellungen im Baudenkmal und Museum „Reiterhaus“ und „Kleine Rathausgalerie“ im Neuen Rathaus
- Vorbereitung und Durchführung des traditionellen Wanderevents Mittellausitzer Berglandtour unter Einbeziehung tschechischer Wanderfreunde und des Schluckenauer Zipfels. Am 18. Juni 2017 fand bereits die 18. Berglandtour statt
- Mitgestaltung und Teilnahme an den jährlich seit 2002 zu Pfingsten stattfindenden deutsch-tschechischen Freundschaftstreffen auf dem grenznahen Jüttelsberg im Rahmen der Fünfgemeinde. Im Juni 2018 ist bereits das 17. Jüttelsberg-Freundschaftstreffen geplant und im Kontext damit im September der 11. Volkswandertag mit Bewohnern aus Ortschaften diesseits und jenseits der Grenze

Beachtenswerte kulturgeschichtliche Sehenswürdigkeiten und Objekte der Natur sind:
- Ober- und Niedermarkt mit reizvoller Kleinstadtarchitektur (Der Obermarkt wurde mehrfach Opfer von Flammen, so 1856, als die meisten Häuser der Westseite und 1889 ein Teil der Südbebauung abbrannten). Nach der Wiedervereinigung 1990 setzte auf der Basis hoher Investitionen und Fördermittel die schrittweise Optimierung der bestehenden Infrastruktur der Stadt ein. Eine komplette Rekonstruktion und Neugestaltung des Stadtzentrums mit seinen denkmalgeschützten Marktplätzen erfolgte im Zeitraum von 1992 bis 1996. In die Rekonstruktionsmaßnahmen wurden neben beiden Marktplätzen die Zittauer- und Kirchstraße einbezogen, und bis 1998 die angrenzenden Straßen, so Bautzener-, Rosen-, Berg- und Schützenstraße grunderneuert (vgl. L. Mohr 2017, S. 51).
- Drei Kirchen:
  - Die große Dorfkirche von Spremberg, die auf einer Erhebung über der Spree erbaut wurde, wurde nach Abriss des ehemaligen Langhauses unter Einbeziehung des alten Turmes und der ehemaligen Apsis in den Jahren 1901/02 in ergänzter Form neu errichtet. Eindrucksvoll sind die Toreinfassungen. Eine von ihnen stammt aus dem 14. Jh. und weist gotisch-romanische Elemente auf. Zwei weitere Toreinfassungen stammen aus der Renaissance Ende des 16. Jahrhunderts.
  - Die kleinere Dreifaltigkeitskirche Neusalza der Stadt Neusalza auf Spremberger Flur wurde 1679 eingeweiht. Der aus Ungarn stammende Priester und Philosoph Stephan Pilarick war hier in der ehemaligen Exulantenkirche als erster Pfarrer tätig. Bis zum Jahre 1800 wurde in der Kirche in böhmischer (tschechischer) Sprache gepredigt.
  - Die Friedersdorfer Kirche, ehemals Kirche Oberfriedersdorf, ist die jüngste Kirche der Stadt Neusalza-Spremberg. Sie wurde 1798 bis 1801 in der damaligen Gemeinde Oberfriedersdorf erbaut, nachdem sich deren Einwohner trotz reger Spendentätigkeit in der Kirchgemeinde Spremberg benachteiligt sahen. Das zur Gemeinde Oberfriedersdorf gehörende Mittelfriedersdorf wechselte 1868 in die 1801 entstandene Parochie, Niederfriedersdorf folgte erst im 20. Jahrhundert.
- Schmiedesteine (sagenumwobene Steingruppe aus einem mehrteiligen Granitfelsmassiv), Aussichtspunkt über den Ort[27]
- Spreepark im Kerbsohlental der Spree um den Sternberg
- „Thors Amboss – die steinerne Himmelsscheibe von Neusalza-Spremberg“ (kalendarisches Sonnenphänomen)

### Museen
- Reiterhaus, Baudenkmal und Heimatmuseum

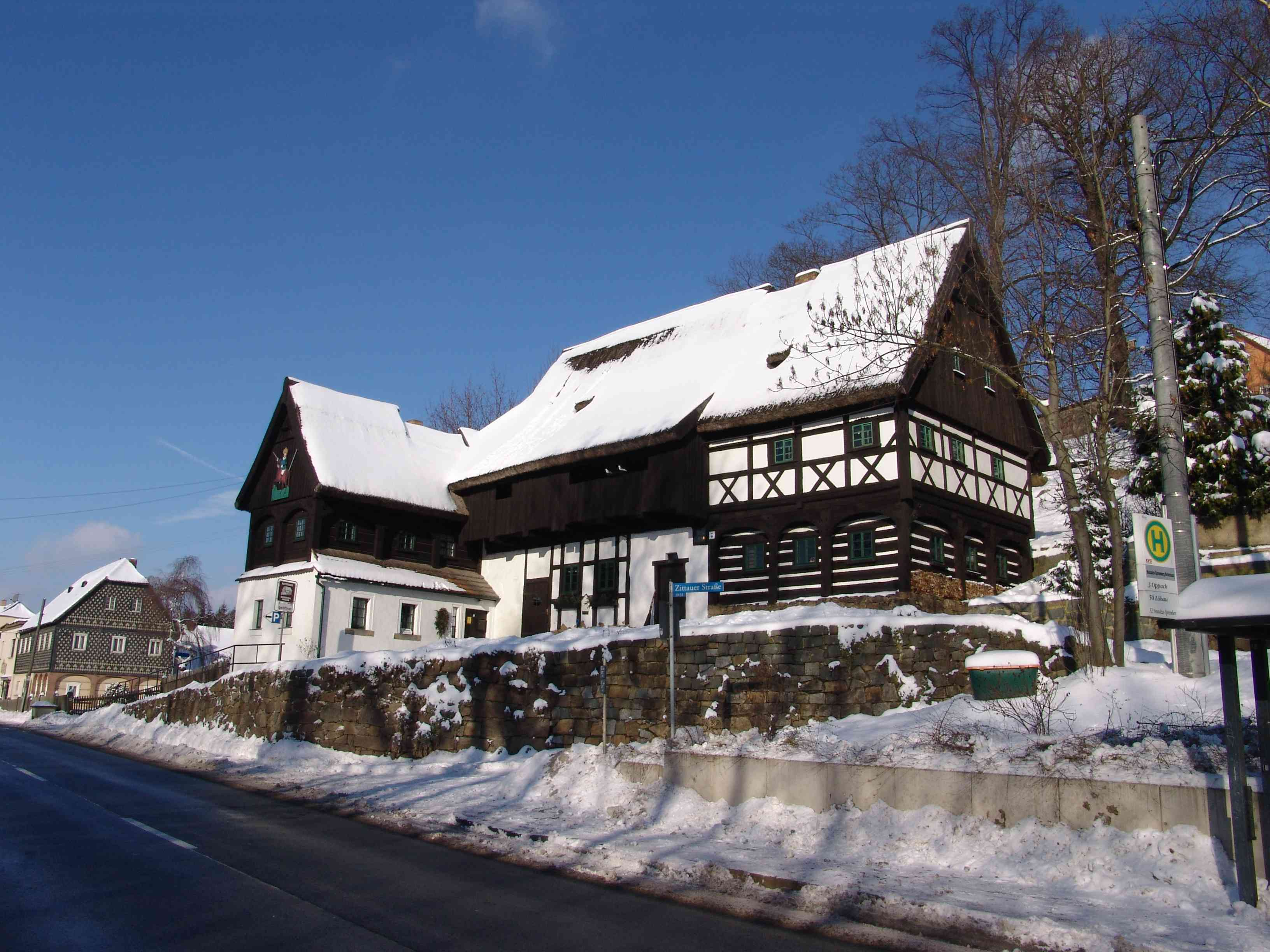
Reiterhaus
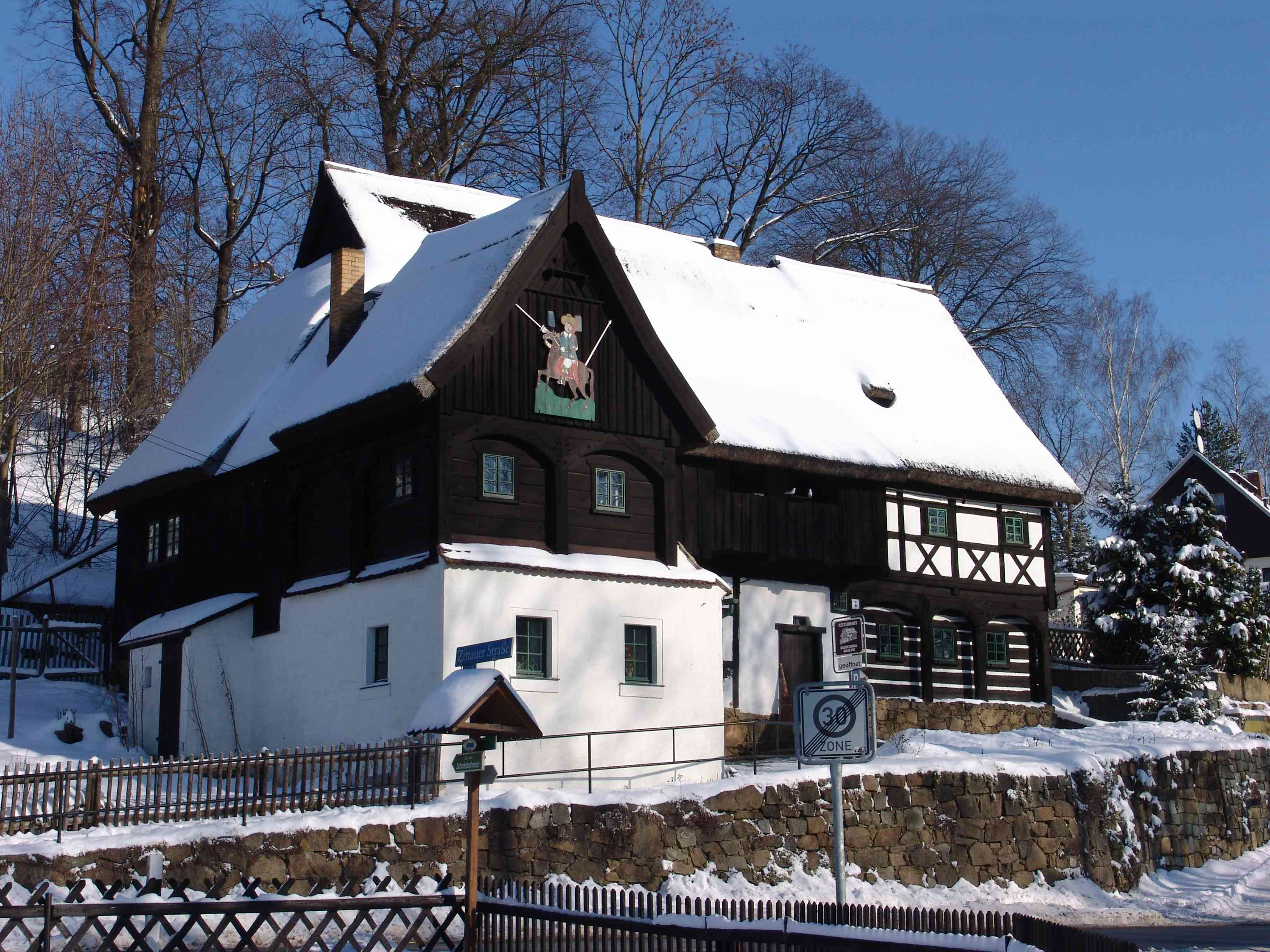
Reiterhaus
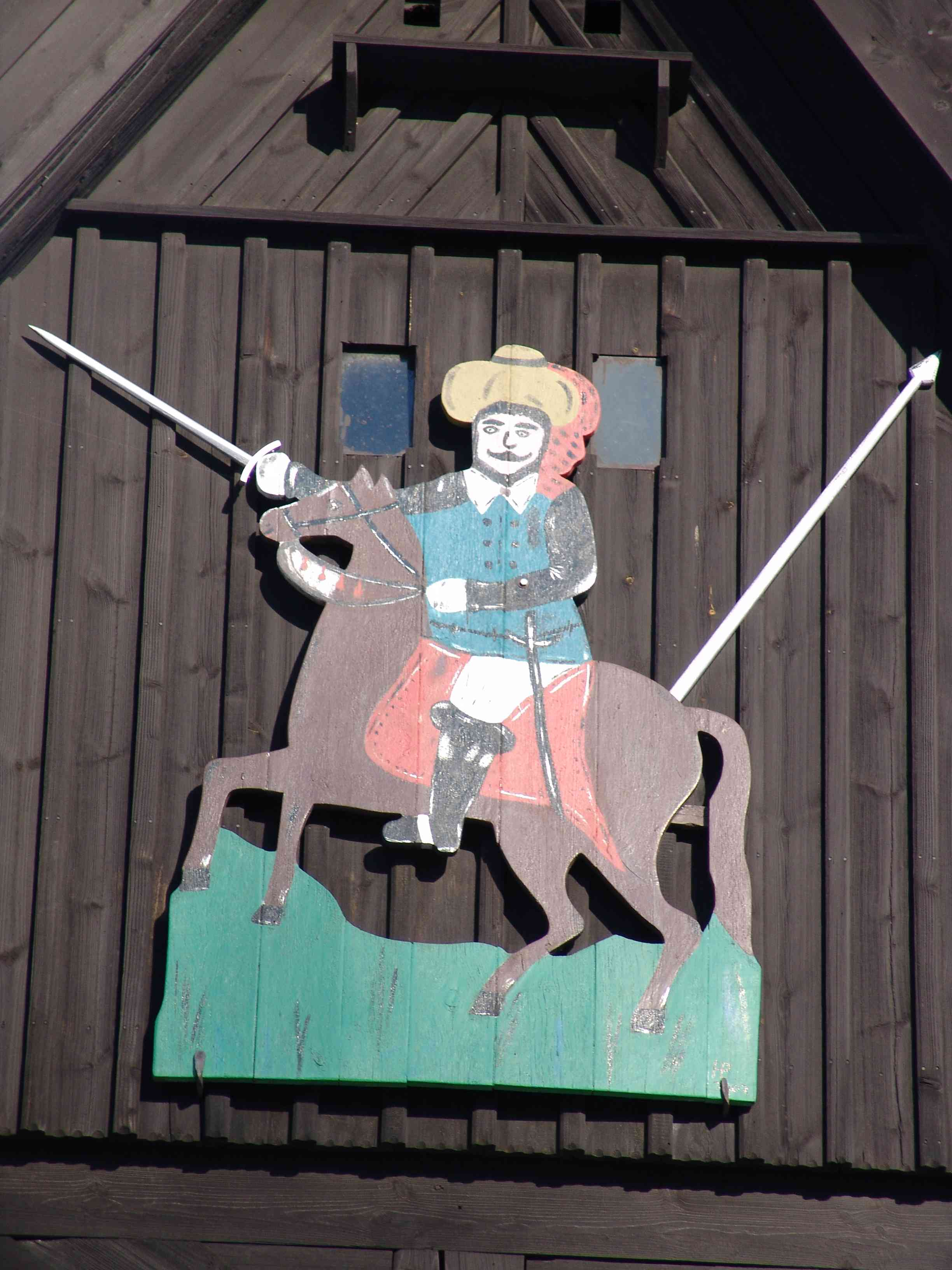
Reiterbild

### Gedenkstätten und Mahnmale

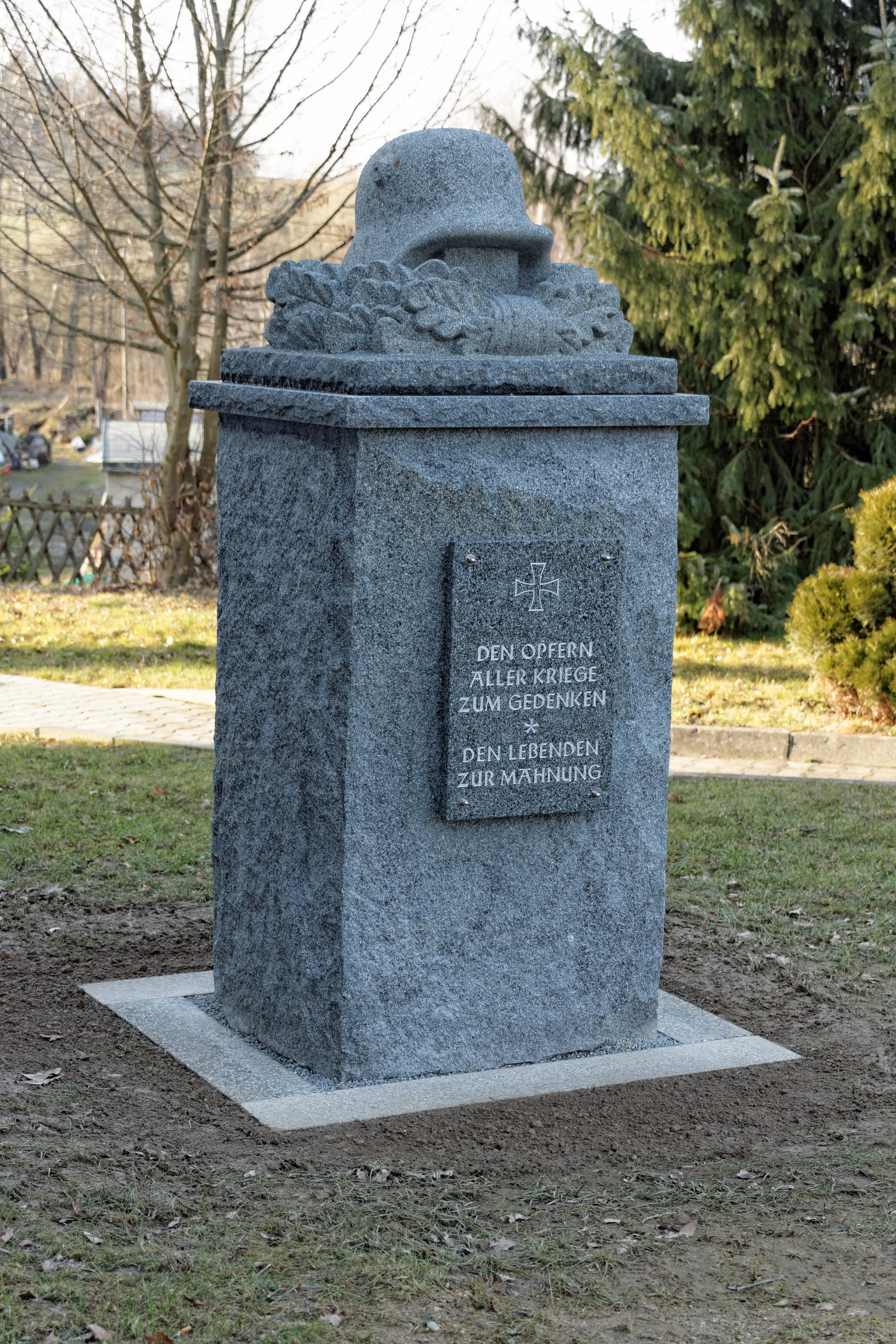
Neu gestalteter Gedenkstein am Schützenheim

- Denkmal für die in den Deutschen Einigungskriegen gefallenen Einwohner Neusalza-Sprembergs am Rathaus, Kirchstr. 17.Neu gestalteter Gedenkstein am SchützenheimEin Gedenkstein aus rotem poliertem Granit vom Jahre 1946 stand bis 1998 vor dem alten Rathaus in der Bahnhofstraße 2. Er erinnert an zwei polnische KZ-Häftlinge (Offiziere?), die gegen Ende des Zweiten Weltkrieges bei einem Evakuierungstransport durch die Stadt von SS-Männern erschossen wurden. Auf dem Stein waren die Häftlingsnummern 86679 und 85696 verzeichnet. Im Zuge der Privatisierung des Gebäudes nach der Wiedervereinigung fand dazu eine Feststellungsgrabung in der Zeit vom 29. April bis 5. Mai 1998 statt. In einer Tiefe von 2 m unter der Geröllschicht fanden sich die beiden Toten, die zusammengebunden in einem Eichensarg lagen. Der Gedenkstein des ehemaligen VVN-Denkmals wurde geborgen und die fast vollständig erhaltenen Gebeine der beiden ermordeten Gefangenen verwahrt. Da in Neusalza-Spremberg keine entsprechenden Grabstellen vorhanden sind, erfolgte eine Überführung nach Löbau, wo sie am 28. Juli 1998 auf der Gedenkstätte für Kriegsopfer und Gewalt des Katholischen Friedhofes feierlich beigesetzt wurden.[28]

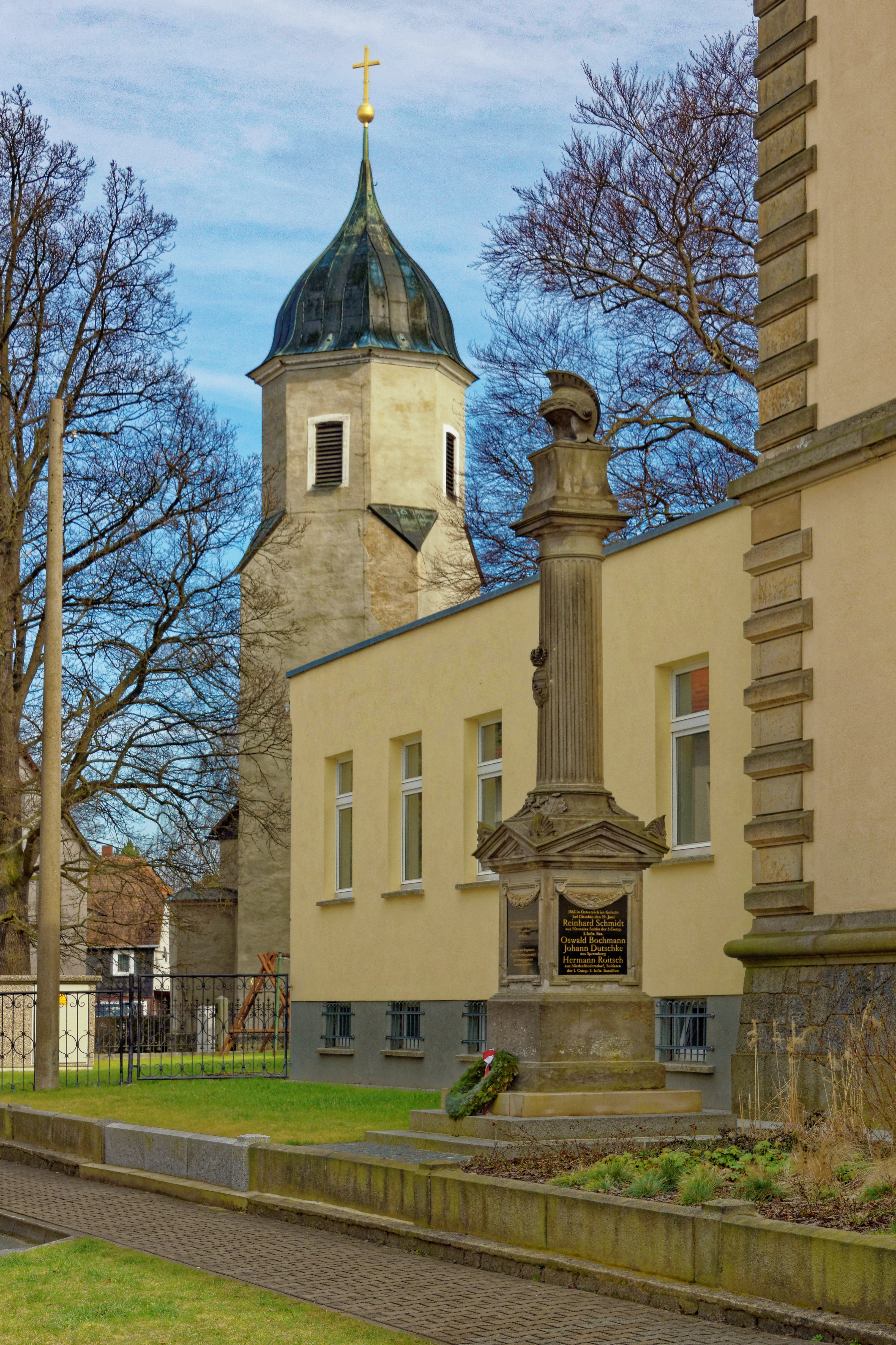
Denkmal für die in den Deutschen Einigungskriegen gefallenen Einwohner Neusalza-Sprembergs am Rathaus, Kirchstr. 17.

- „Denkmal für die in den Deutschen Einigungskriegen gefallenen Einwohner Neusalza-Sprembergs“ am Rathaus, Kirchstr. 17. Es ist ein architektonisch seltenes Denkmal von lokalgeschichtlicher Bedeutung, das erst in jüngster Zeit an seinem jetzigen Standort positioniert wurde. Das schlanke Kriegerdenkmal, teilweise nach antikem Vorbild errichtet, schuf der Bildhauer Gustav Richard Happach (1847–?) aus Löbau 1881. Damit sollte an die im Preußisch-Österreichischen Krieg (1866) und im Deutsch-Französischen Krieg (1870/71) – auch als Deutsche Einigungskriege bezeichnet – als Soldaten gefallenen Einwohner von Neusalza, Spremberg und Niederfriedersdorf erinnert werden. Das etwa sieben Meter hohe und verzierte Sandsteingebilde mit vier marmornen Schrifttafeln wurde am 3. Juli 1881 auf dem Obermarkt eingeweiht. Im Jahre 1940 erfolgten eine elementare Sanierung und die Versetzung des Denkmals in die Nähe der Neusalzaer Kirche. Der Zahn der Zeit und die Witterung setzten dem Sandstein unaufhörlich zu, so dass 2014 grundlegende Maßnahmen zu seiner Rettung und ein weiterer Platzwechsel erfolgten. Für die Rekonstruktion, den Wiederaufbau und den Transport zeichneten einheimische Steinmetz- und Baubetriebe verantwortlich. Das Denkmal, das stilgeschichtlich in die Epoche des Historismus gehört, wurde im neuen Gewand und am neuen Standort zum Volkstrauertag am 16. November 2014 eingeweiht. Die zerschlissenen Schrifttafeln am Sockel mussten ebenfalls durch neue ersetzt werden. Die vier neuen Tafeln aus schwarzen Syenit beinhalten (im Uhrzeigersinn) folgende Inschriften:

Den aus Neusalza-Spremberg und Niederfriedersdorf auf den Feldern der Ehre gefallenen Kameraden – Gewidmet vom Kriegerverein Neusalza-Spremberg unterstützt von patriotisch gesinnten Bewohnern dieser Orte (Westseite, zugleich Vorderansicht)
1870–1871 in Frankreich – Richard Alexander Flohr – Res. der 8. Comp. des Schützen-Regiments Nr. 108 – gefallen am 2. Dezember 1870 in der Schlacht bei Villiers (Nordseite)
Errichtet 1881 auf dem Obermarkt – 1940 erneuert und aufgestellt an der Neusalzaer Kirche – 2014 restauriert und hier aufgestellt (Ostseite)
1866 in Österreich im Gefecht bei Gitschin, den 29. Juni – Reinhard Schmidt aus Neusalza, Soldat der 3. Comp. 2. Inftr. Bat. – Oswald Bochmann, Johann Dutschke aus Spremberg – Hermann Roitsch aus Niederfriedersdorf, Soldaten der 1. Comp., 2. Inftr. Bataillon (Südseite).
Das älteste und imposanteste Denkmal seiner Art in Neusalza-Spremberg erlebte nach 133 Jahren im 21. Jahrhundert seine Renaissance.
- „Gedenkstein für die Gefallenen aller Kriege“ am Schützenheim Neusalza-Spremberg, Rumburger Straße 16. Das neuerbaute Mahnmal wurde am 7. März 2015 eingeweiht und besteht aus einem rechteckigen Unterbau (Sockel) in den Abmessungen von 0,80 m Länge, 0,70 m Breite und 1,40 m Höhe und einem darauf liegenden steinernen Helm mit Eichenkranz. Damit ergibt sich eine Gesamthöhe des Denkmals von 2,10 m. Der Helm selbst wurde 1934 von dem Neusalza-Spremberger Steinbildhauer Gerhard Lange, nicht A. Lange, gefertigt und war einst Bestandteil eines heute nicht mehr existenten größeren Kriegerdenkmals bei der Oberschule, das in den 1960er Jahren abgebaut wurde. Der Helm und die Inschrift auf dem ehemaligen Denkmal waren sofort nach Kriegsende auf Anordnung der SMAD 1945 entfernt worden und galten seit 1945 als verschollen. Der Helm wurde jedoch 2003 bei Erdarbeiten am alten Standort wiederentdeckt. Er schmückt nach 70 Jahren nun in anderer symbolischer Bedeutung den neuen Gedenkstein. Der Unterbau trägt eine Marmorplatte (Maße: 40 × 60 cm) mit der Inschrift: Den Gefallenen aller Kriege zum Gedenken. Den Lebenden zur Mahnung (Vgl. L. Mohr 2018, S. 20f).
- Weitere lokale Denkmale und Gedenktafeln, die insbesondere an die gefallenen Einwohner des Ersten Weltkrieges von 1914 bis 1918 erinnern, finden in der Liste der Kulturdenkmale in Neusalza-Spremberg Berücksichtigung

### Freizeit- und Sportanlagen

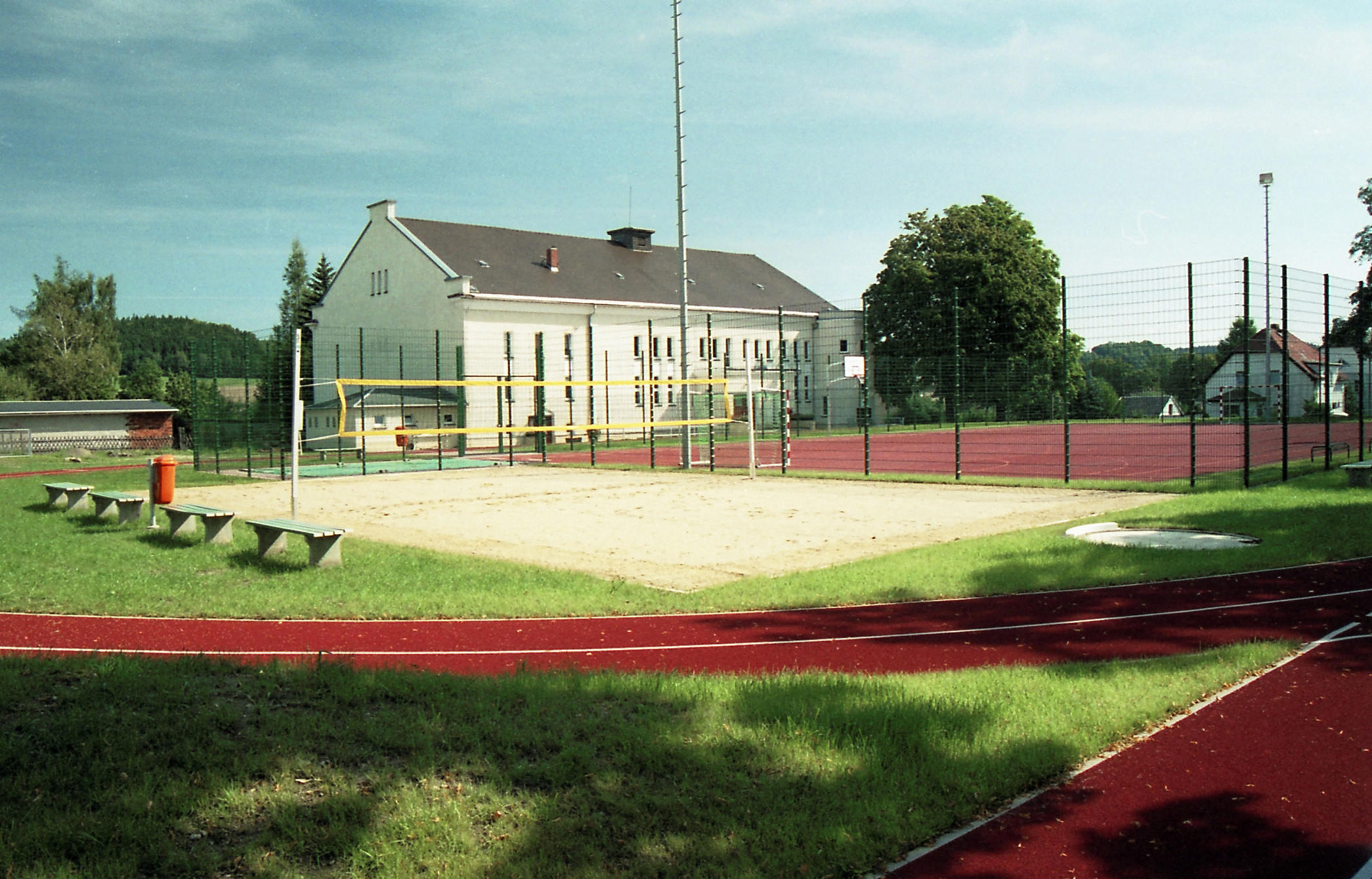
Turn- und Festhalle mit Schulsportanlage

- Fitnessanlage am Niedermarkt, Ecke SchützenstraßeDas Wald- und ErlebnisbadTurn- und Festhalle mit SchulsportanlageWald- und Erlebnisbad, Lindenstraße, unweit tschechischer Grenze, erbaut zwischen 1928 und 1935, umfangreiche Sanierungsmaßnahem zu DDR-Zeiten und nach der Wende, 1995 Neueröffnung, Gesamtareal: 30.000 m², davon Liegewiese: 5.000 m², drei Wasserbecken mit einer Gesamtfläche von 2.400 m², darunter Sportbecken mit 25 m Bahnen, Sprungturm, Großwasserrutsche, vielfältige Spiel- und Sportmöglichkeiten für Kinder, großzügiger Sozialtrakt, gastronomische Einrichtung sowie Gelegenheiten für Zelten und Camping

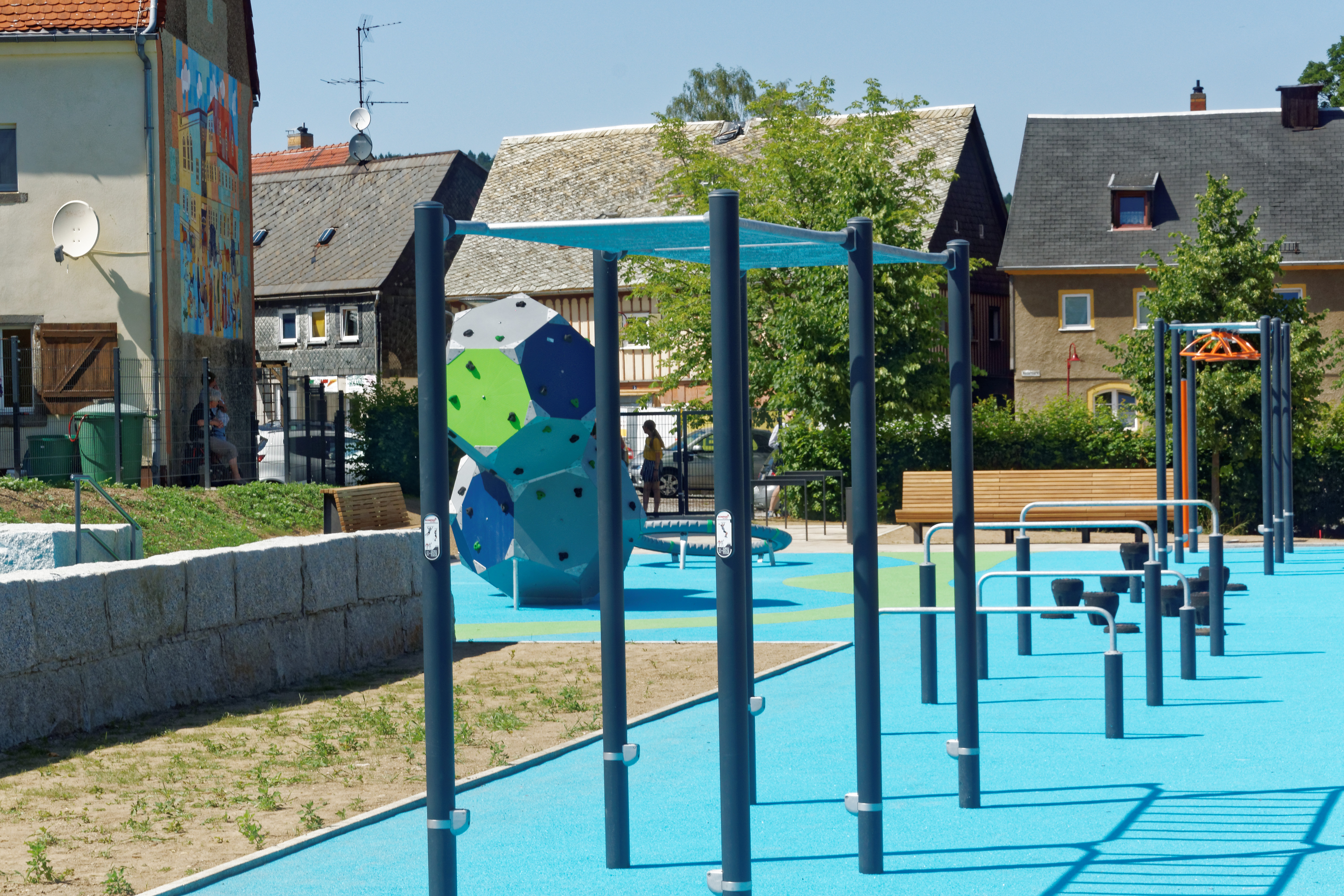
Fitnessanlage am Niedermarkt, Ecke Schützenstraße

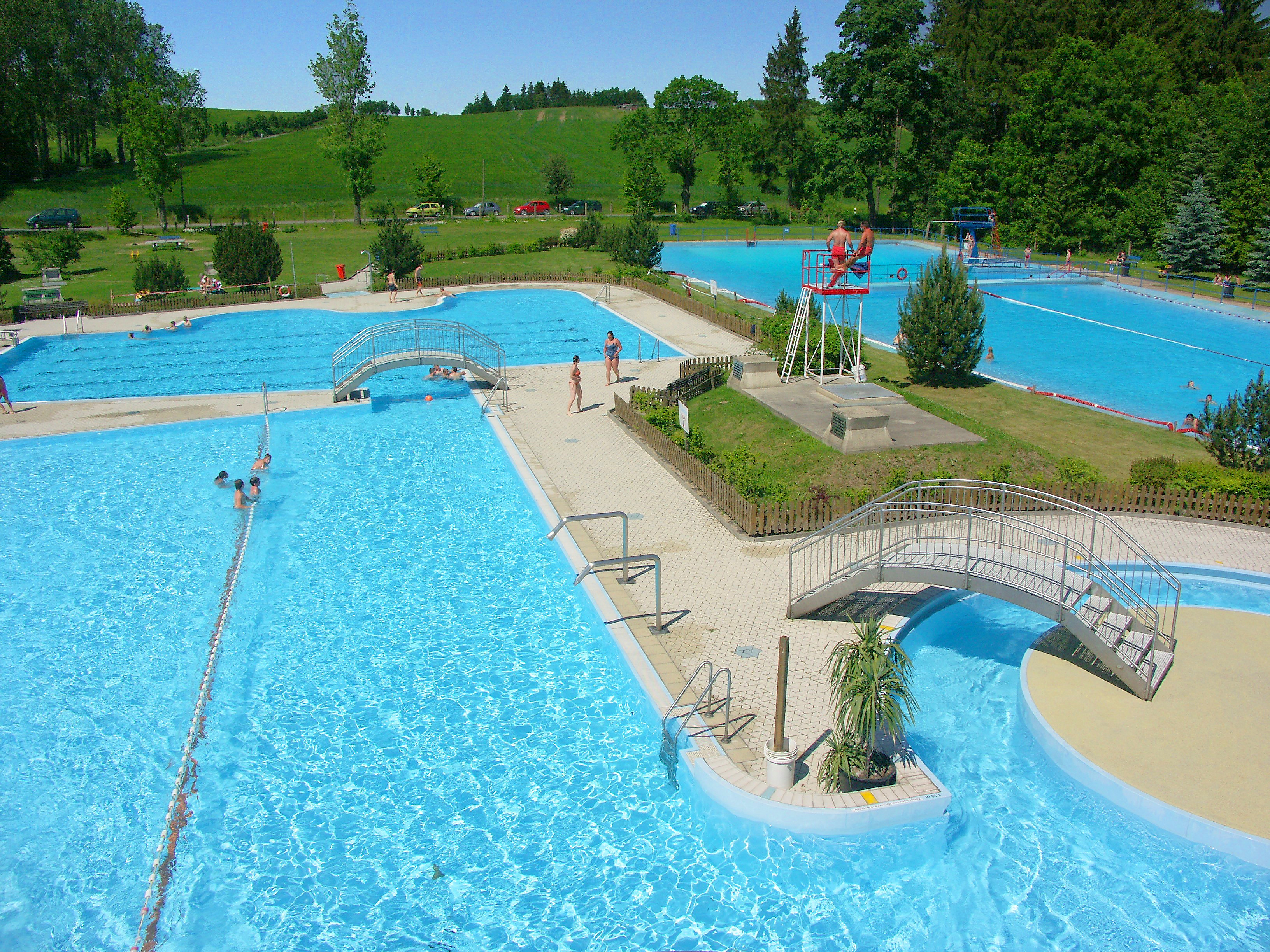
Das Wald- und Erlebnisbad

- Sport- und Fußballplatz (mit Rasen) an der Sonnebergstraße, südöstlich des Hänscheberges
- Turn- und Festhalle (m. Schulsportplatz), zwischen Schul- und Turnerstraße, Einweihung 1928, nach Neugestaltung und Anbau eines Funktionstraktes Nutzung als Mehrzweckhalle seit 2005
- Skihang mit Schlepplift am Hänscheberg
- Bolzplatz, Nähe Rathaus, Straße Am Bahnhof
- Spiel- und Freizeitanlage an der Grundschule Friedersdorf
- Spielanlage, Rast- und Wanderparkplatz am Schloss Friedersdorf (ASB-Pflegeheim) an der B 96
- Erlebnis-Spielplatz im Stadtzentrum zwischen Obermarkt und Poststraße

### Naturschutz
- Siehe auch: Liste der Naturdenkmale in Neusalza-Spremberg

## Wirtschaft und Infrastruktur

### Ansässige Unternehmen und Gewerbegebiete

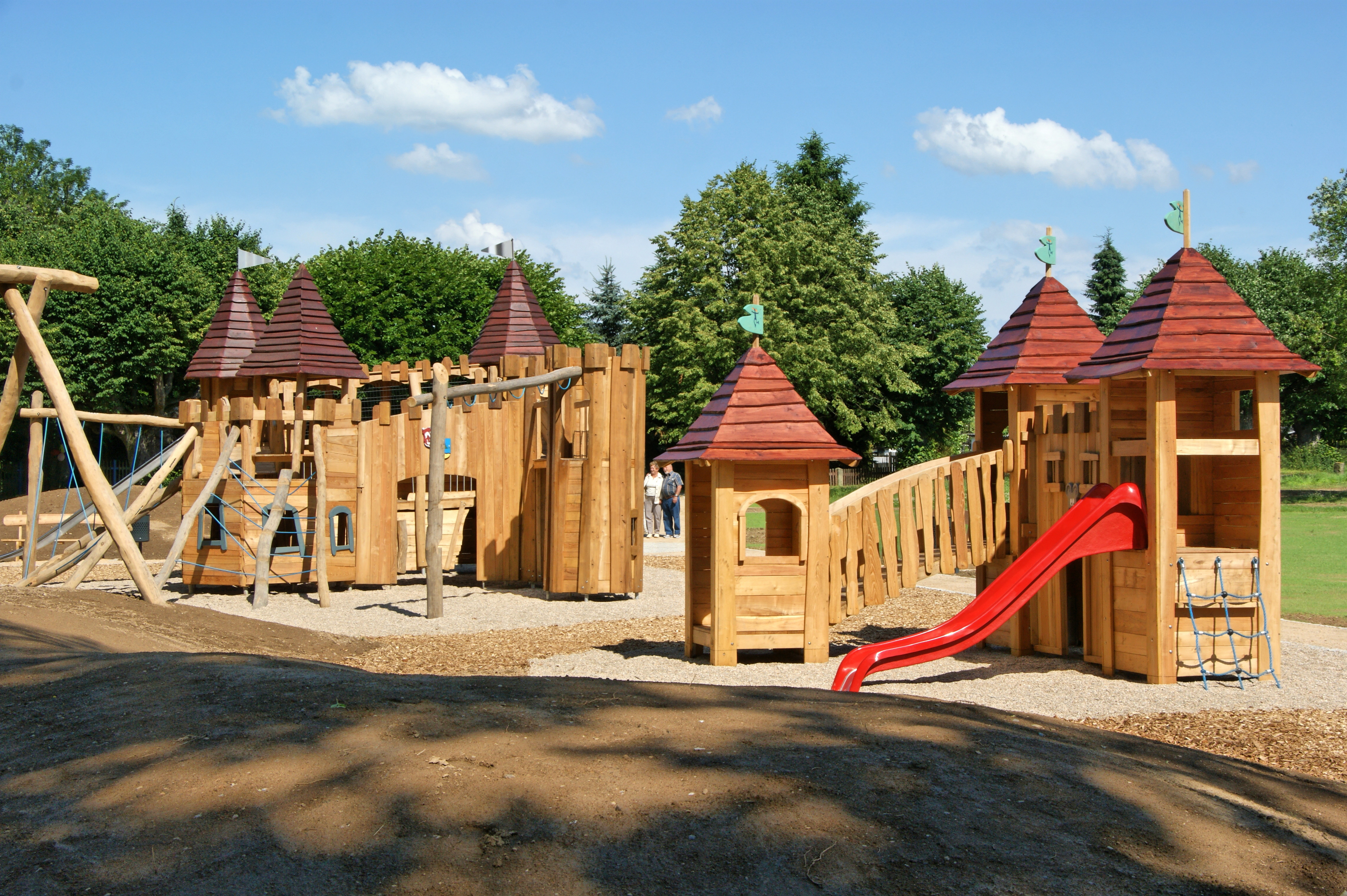
Spielplatz am Schloss im OT Friedersdorf

- Spielplatz am Schloss im OT FriedersdorfALL-INKL.COM – Neue Medien Münnich, OT Friedersdorf (Spree)
- plastic concept GmbH, Zulieferer für Systembauteile und Baugruppen aus Kunststoff, OT Neuspremberg. Die Firma mit heute 300 Mitarbeitern produziert insbesondere für die Autoindustrie (MAN, Skoda, VW-Polo) und ging 1991 aus dem Elektro-Schaltgerätewerk (ESGO) Oppach als Boeder Parts hervor. Die Umbenennung in den heutigen Firmennamen erfolgte 1997. Der Kunststoffproduzent übernahm am 1. März 2018 die Firma Autoplast GmbH in Wolfsburg, die wiederum einen Standort im russischen Saratov hat. Das dynamische und expandierende Neusalza-Spremberger Unternehmen produziert u. a. Baugruppen für die Instrumententafeln des LKW-Typs MAN – mehr als 100.000 Stück jährlich – mit einem Umsatz von rund neun Millionen Euro. Im Jahr 2017 wurde insgesamt ein Firmen-Umsatz von rund 35 Millionen Euro erwirtschaftet, der 2018 auf 40 Millionen anwachsen soll.
- Steglich & Beutlich GmbH, Bautischlerei und Schreinerei
- Spreetextil GmbH, Herstellung und Vertrieb von Haustextilien
- SSB Schmidt Straßenbau GmbH
- Steinmetzbetrieb PeDag GbR

Es bestehen in der Kommune zwei Gewerbegebiete: OT Neuspremberg, Rumburger Straße; Obere Quiere, OT Friedersdorf.

### Verkehrsanbindung

#### Eisenbahn
Die Bahnstrecke Oberoderwitz–Wilthen (errichtet als Teil der Süd-Lausitzer Bahn und der Verbindung von Dresden nach Zittau) führt durch die Stadt. Das bis Anfang der 1990er Jahre genutzte Bahnhofsgebäude (mit Fahrkartenausgabe, Gepäckabfertigung, Gaststätte und Wohnraum) ist heute nicht mehr geöffnet. Mehrere Gleise des Bahnhofes sowie das in der Nähe befindliche Stellwerk am Bahnübergang zur Sonnebergstraße wurden abgebaut, der Güterboden hat keine Nutzung mehr. Der Bahnhof dient heute nur noch als Bedarfshaltepunkt für die Trilex-Züge der Verbindung Dresden–Zittau, die im Zweistundentakt in Neusalza-Spremberg halten.

#### Regionalbusverkehr
Neusalza-Spremberg wird durch mehrere Buslinien der DB Regio Bus Ost GmbH bedient. Bis 30. Juni 2023 wurden die Verkehrsleistungen durch die Kraftverkehrsgesellschaft Dreiländereck erbracht.

#### Fernstraßen
Durch die Stadt führt die Bundesstraße 96, über welche die nächste Autobahnanschlussstelle an der Bundesautobahn 4 bei Bautzen in ca. zwanzig Kilometern Entfernung erreicht werden kann.

### Bildung und Betreuung

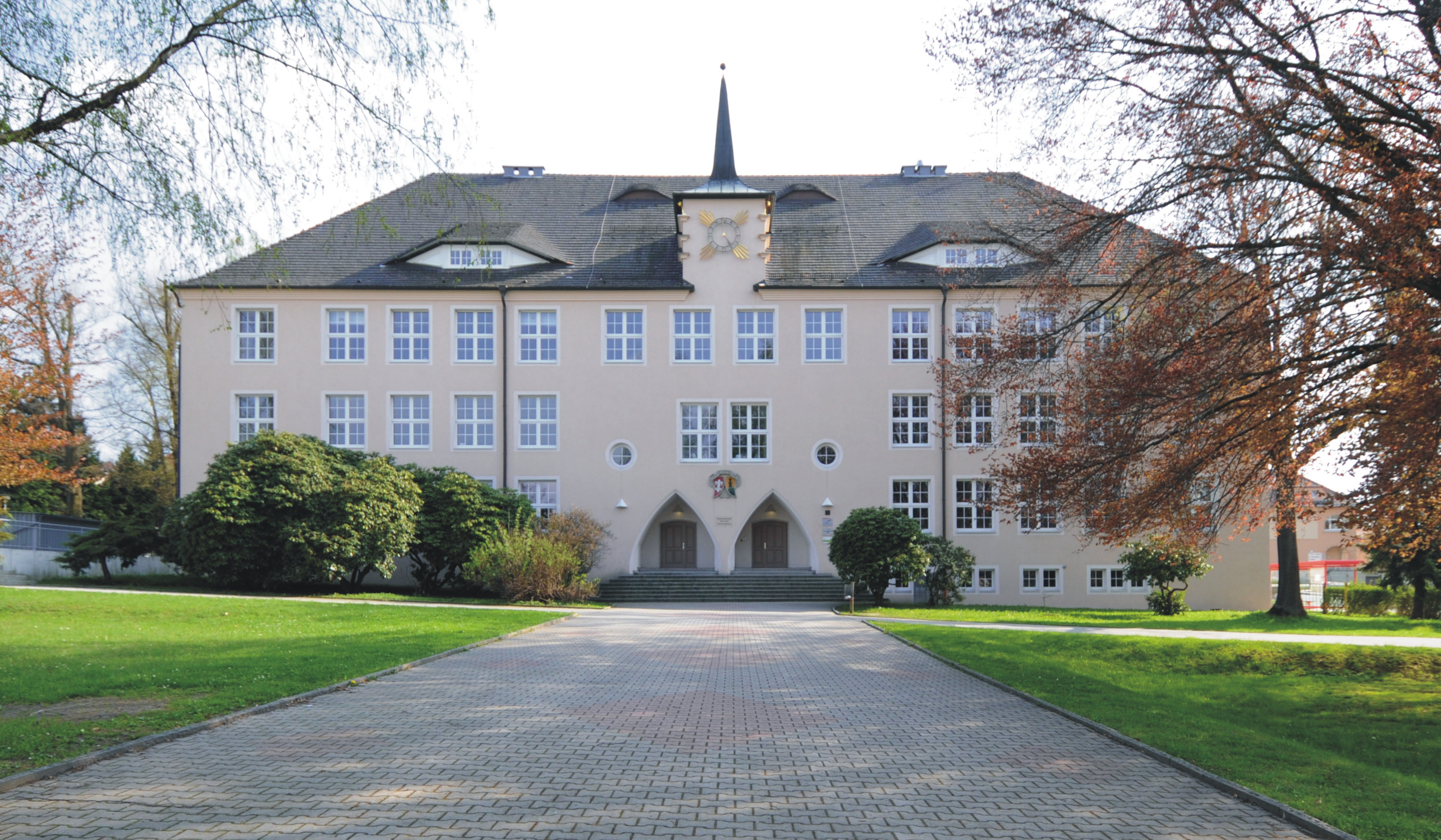
Gebäude der Pestalozzi-Schule in Neusalza-Spremberg

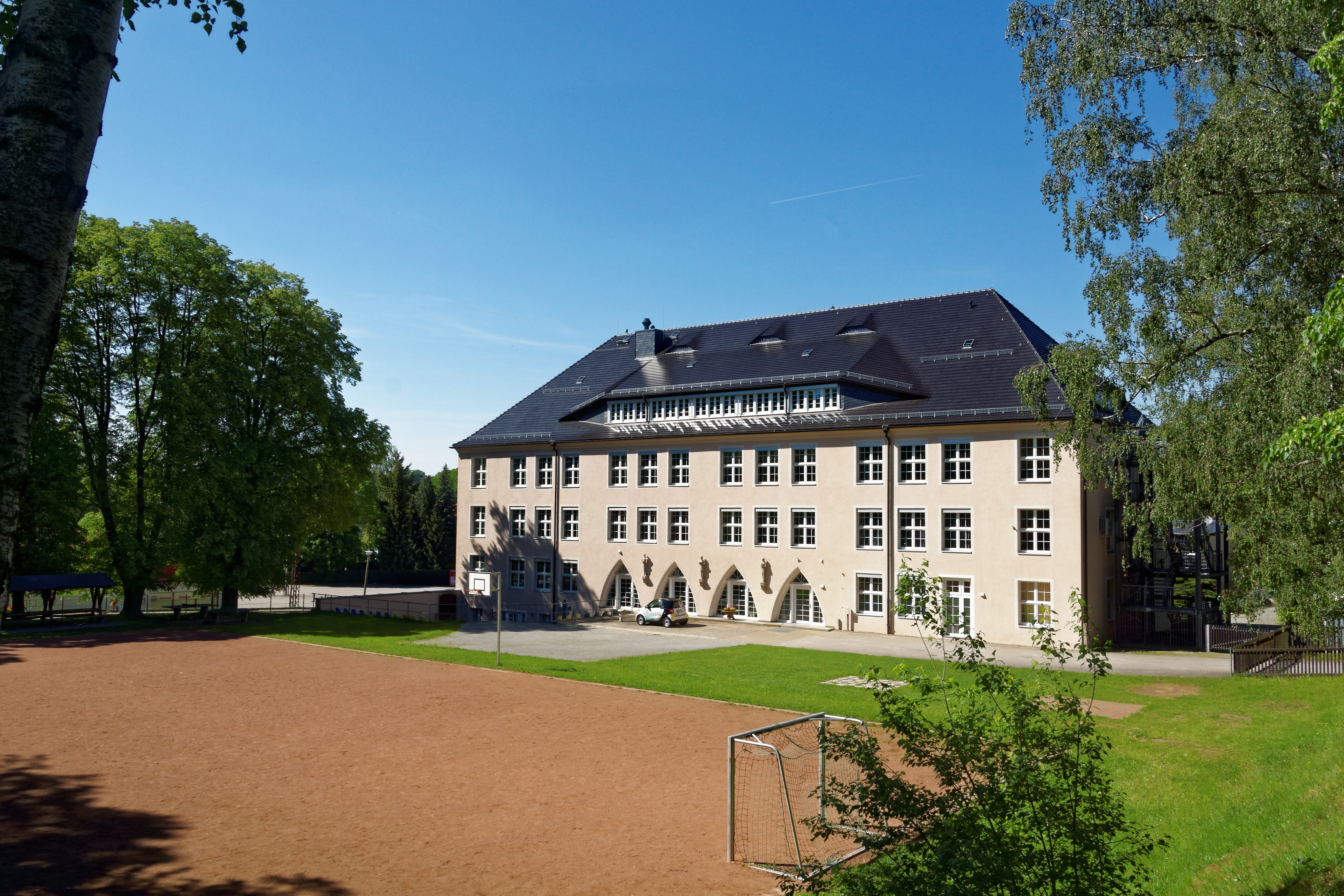
Pestalozzi-Oberschule Südseite

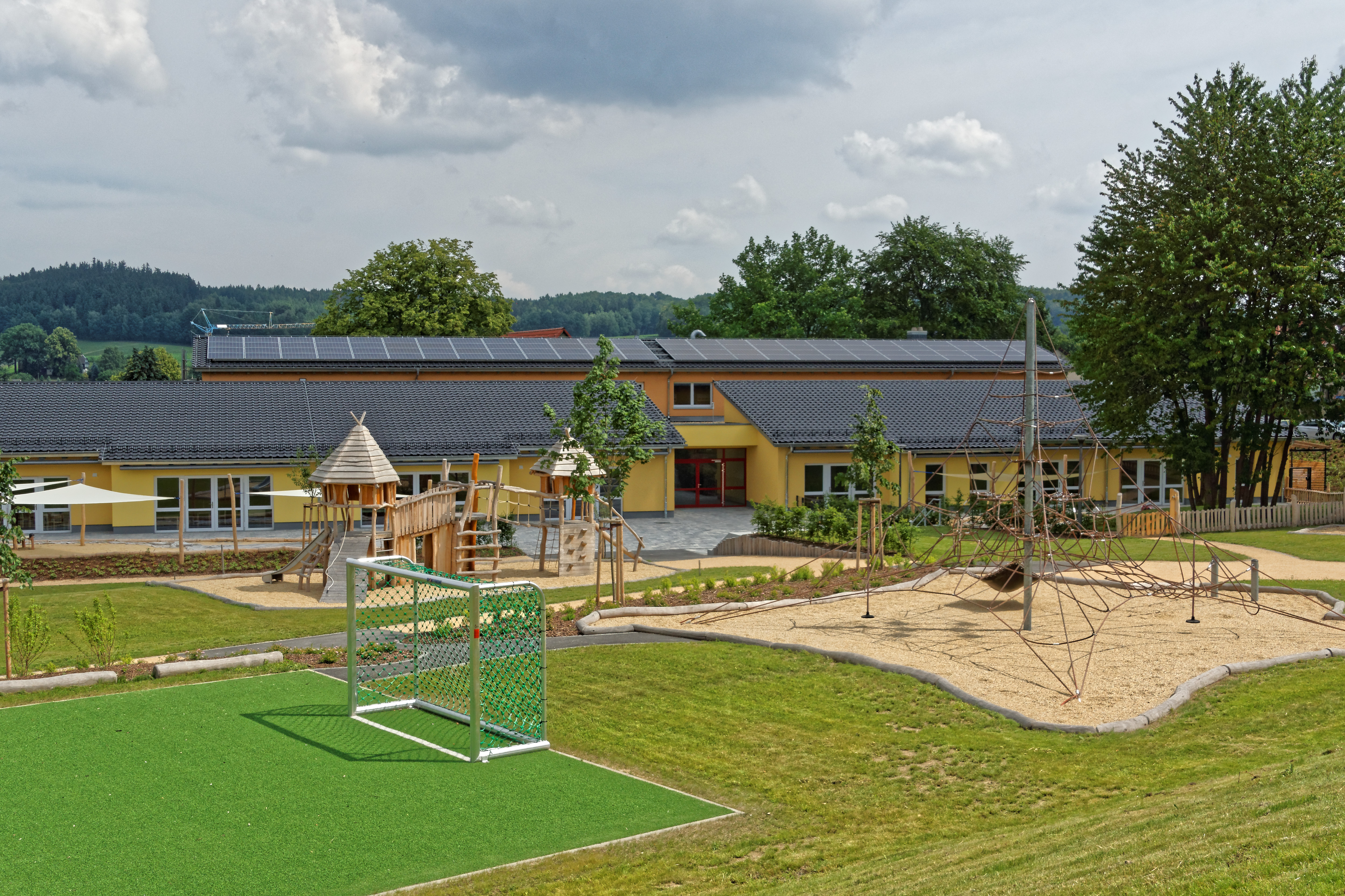
Die Kita „Spreezwerge“ wurde im Juni 2018 eingeweiht.

- Pestalozzi-Oberschule, Einweihung der Bildungseinrichtung am 12. Oktober 1928 als seinerzeit modernste Volksschule des Kreises Löbau, Projektierung: Architekt Richard Schiffner (1881–1953), Zittau; 1945 als Feldlazarett genutzt, 1959 zur Allgemeinbildenden Polytechnischen Oberschule (POS) erklärt, Schüler der 9. u. 10. Klasse kamen neben Neusalza-Spremberg aus den Nachbarorten Oppach, Taubenheim und Friedersdorf; 2018: 90. Schuljubiläum, Festwoche: 1. bis 5. Oktober 2018. Umfangreiche Rekonstruktion des Gebäudes und Gestaltung zeitgemäßer Unterrichtskabinette, so für Informatik, seit 1991. Im Schuljahr 2016/17 unterrichteten z. B. 30 Lehrer und ein Referendar 340 Schüler aus 19 Orten.

Seit 1928 amtierten bis heute folgende Schulleiter bzw. -direktoren: Alwin Klix (10/1928 – 5/1945); Willy Pfahl (5/1945 – 11/1945); Fräulein Irene Schott (12/1945 – 7/1946); Alfred Kranke (8/1946 – 10/1946); Adalbert Polzer (11/1946 – 8/1950); Gunther Leupolt (9/1950 – 7/1970), Schuldirektor mit der längsten Amtszeit – 20 Jahre; Wenzel Seidlich (8/1970 – 7/1971), komm. Direktor; Peter Woschnik (8/1971 – 7/1975); Siegfried Zawal (8/1975 – 7/1976), komm. Direktor; Hans-Jürgen Hornig (8/1976 – 9/1984); Siegfried Zawal (10/1984 – 7/1986), amtierend; Roland Häbler (8/1986 – 7/1990); Uwe Knappe (8/1990 – 8/2003); Frau Astrid Seibt (8/2003 – 7/2017); Frau Katrin Bollwig (8/2017-)
- Schulhort, Haus 2 der Pestalozzischule, Bautzener Straße, gegenüber Bäckerei Marschner. In dem Gebäude – zuvor Kindergarten, früher Berufsschule – war nach der Wende in den Jahren von 1992 bis 2002 die Grundschule für die Klassen 1 bis 4 untergebracht. Pro Schuljahr unterrichteten dort etwa zehn Lehrer circa 120 Grundschüler. Vom Schuljahr 1992/93 bis zur Auflösung der pädagogischen Einrichtung im Sommer 2002 fungierte Frau Monika Denk, Neusalza-Spremberg, als einzige Schulleiterin.
- Kindertagesstätte (Kita) „Zwergenburg“ Neusalza-Spremberg, Herrenhaus des ehemaligen Rittergutes am Spreepark, zu DDR-Zeiten Kulturhaus, später Kinderkrippe, Nutzung als Kita für Kindergarten- und Hortkinder nach Sanierung seit 1991
- Kita „Spatzennest“ im Ortsteil Friedersdorf, neben Gemeindeamt, Neubau 1985, Einrichtung für Hortkinder 1 bis 4. Klasse
- Neue Kita (im Bau), gegenüber Bahnhof Neusalza-Spremberg, Grundsteinlegung: 27. September 2016, Richtfest: 19. Mai 2017, geplante Übergabe als Krippe, Kindergarten und Schulhort für 180 Kinder: 29. Juni 2018

### Gesundheit und Sicherheit
In der Kommune, einschließlich OT Friedersdorf, sind derzeit (Februar 2018) vorhanden:
- 1 Allgemeinmediziner, 3 Zahnärzte, 1 Apotheke, 3 Physiotherapien, 2 Pflegeheime, 1 „Seniorenresidenz“ (Betreutes Wohnen) und 1 häuslicher Pflegedienst.

Für den Brand- und Katastrophenschutz bestehen zwei Ortswehren der Freiwilligen Feuerwehr (FF):
- FF Neusalza-Spremberg, Gründung: 1867 (Neusalza), 1874 (Spremberg), Zusammenschluss: 1920, heutiger Personalbestand (2017/18): 39 Einsatzkräfte, dar. 7 Frauen; 1 Jugendfeuerwehr: 22 Kinder und Jugendliche, dar. 10 Mädchen; Technik: 1 Löschfahrzeug LF 8/6, (MAN), Baujahr: 2000, 1 Löschfahrzeug LF 16/12, (Mercedes), Fahrzeug des Katastrophenschutzes, Baujahr: 2001, 1 Mannschaftstransportfahrzeug (MTF), (Volkswagen), Baujahr: 2008; Ortswehrleiter: Hendrik Schütze

Die Wehrleiter der FF bzw. Ortswehr der Stadt Neusalza-Spremberg seit dem Vereinigungsjahr 1920: Eberhard Hünlich (1920–1945), Kommandant; Erich Schramm (1945–1949), Helmut Düring (1949–1957), Manfred Seifert (1957–1958), Christian Wünsche (1958–1974), Gottfried Pache (1975–1978), Günter Schönbach (1978–1987), Günter Uhlemann (1987–1992), Christian Kümpfel (1992–2002), Volkmar Wellschmidt (2002–2008), Dirk Becker (2011–2016), Hendrik Schütze (2016-)
- FF OT Friedersdorf, Gründung: 1881 (Ober-Friedersdorf), 1883 (Nieder-Friedersdorf), Zusammenschluss: 1938, heutiger Personalbestand: 38 Einsatzkräfte, dar. 9 Frauen, 1 Jugendfeuerwehr: 2 Jungen, 2 Mädchen; Technik: 1 Löschfahrzeug LF 8/6, (MAN), Baujahr: 2002; 1 Mannschaftstransportfahrzeug (MTF), (Volkswagen), Baujahr: 2005; Ortswehrleiter: Daniel Mainz; übergeordnete Instanz beider Ortswehren: Stadtwehrleiter Mirko Oschütz, Neusalza-Spremberg

Die Wehrleiter der FF bzw. Ortswehr, OT Friedersdorf/Spree, seit der Vereinigung von Ober- und Niederfriedersdorf 1938: Willy Pohlisch (1938–1952), Oswald Strietzel (1952–1958), Manfred Hauptmann (1958–1961), Heinz Lucke (1961–1964), Manfred Lauermann (1964–1971), Friedemar Schneider (1971–1984), Uwe Knappe (1984–1991), Rolf Zieger (1991–1994), Volker Preusker (1994–2001), Klaus-Dieter Thomas (2001–2006), Rolf Mainz (2006–2016), Daniel Mainz (2016-)